# Primera División de España 2024-25
La Primera División de España 2024-25 (denominada LALIGA EA Sports por motivos de patrocinio) es la 94.ª edición de la máxima competición del sistema de ligas de fútbol de España. Organizado por la Liga Nacional de Fútbol Profesional (LALIGA), el torneo comenzó el 15 de agosto de 2024 y finalizó el 25 de mayo de 2025. El Real Madrid C. F. fue el defensor del título tras haber conquistado su 36.ª Liga en la temporada anterior.
El F. C. Barcelona se proclamó campeón en la jornada 36 tras su victoria frente al R. C. D. Espanyol en el derbi barcelonés, lo que supuso el 28.º título de Liga para el conjunto azulgrana.

## Sistema de competición
La competición consta de un grupo único integrado por veinte clubes de toda la geografía española. Siguiendo un sistema de liga, los veinte equipos se enfrentan todos contra todos en dos ocasiones, una en campo propio y otra en campo contrario, sumando un total de 38 jornadas. El orden de los encuentros se decide por sorteo antes de empezar la competición y la clasificación final se establece teniendo en cuenta los puntos obtenidos en cada enfrentamiento, a razón de tres por partido ganado, uno por empate y ninguno en caso de derrota.
- Si al finalizar el campeonato dos equipos igualan a puntos, los mecanismos para desempatar la clasificación son los siguientes:

1. Mayor diferencia entre goles a favor y en contra en los enfrentamientos entre ambos.
2. Mayor diferencia entre goles a favor y en contra en todos los encuentros del campeonato.
3. Mayor número de goles a favor teniendo en cuenta todos los encuentros del campeonato.
4. Mejor clasificación en los criterios del juego limpio.
5. Partido de desempate en campo neutral, designado por la RFEF, siguiendo los criterios recogidos en el Reglamento General.

- Si el empate a puntos se produce entre tres o más clubes, los mecanismos para desempatar la clasificación son los siguientes:

1. Mayor puntuación a tenor de los resultados de los partidos jugados entre sí por los clubes implicados.
2. Mayor diferencia entre goles a favor y en contra, considerando únicamente los partidos jugados entre sí por los clubes implicados.
3. Mayor diferencia entre goles a favor y en contra, teniendo en cuenta todos los encuentros del campeonato.
4. Mayor número de goles a favor, teniendo en cuenta todos los encuentros del campeonato.
5. Mejor clasificación en los criterios de juego limpio.
6. Partido de desempate en campo neutral, designado por la RFEF, siguiendo los criterios recogidos en el Reglamento General.

Los criterios de desempate para empates múltiples tienen carácter excluyente, es decir, si algún criterio resuelve el desempate de forma parcial, se volverán a aplicar los criterios correspondientes a los equipos restantes según cuál sea el número de clubes que aún continúen en igualdad.

### Competiciones europeas
La UEFA otorga 7 plazas a la Real Federación Española de Fútbol para participar en sus tres competiciones continentales de la próxima temporada, que se distribuyen de la siguiente forma:
- 4 plazas en la fase de liga de la Liga de Campeones para los cuatro primeros equipos clasificados de LaLiga.
- 2 plazas en la fase de liga de la Liga Europa para el equipo campeón de la Copa del Rey y para el quinto equipo clasificado de LaLiga.
- 1 plaza en la cuarta ronda clasificatoria de la Liga Conferencia para el sexto equipo clasificado de LaLiga.

No obstante, esta distribución se puede ver alterada en alguno de los supuestos que conforman las siguientes excepciones:
- Excepción de la Copa del Rey: si un equipo obtiene una plaza para la Liga Europa por ganar la Copa del Rey, pero finaliza la temporada entre los cinco primeros clasificados de la Liga (obteniendo así una plaza para una competición igual o superior), la plaza obtenida en la Copa pasa al sexto clasificado, siendo el equipo clasificado en séptimo lugar quien acceda a la plaza de Liga Conferencia. Por otra parte, si el equipo campeón de la Copa se encuentra clasificado en la sexta posición de la Liga, obtiene la plaza conseguida en la Copa, al permitirle acceder a una competición superior, y del mismo modo la plaza de Liga Conferencia se le concede al séptimo clasificado.

- Excepción de la UEFA: cuando un equipo gana una competición europea se le concede una plaza para participar en la próxima edición de la competición europea inmediatamente superior (de la misma competición, en el caso de la Liga de Campeones). Si un equipo en esta situación obtiene cualquier plaza europea mediante una de las dos competiciones nacionales –en su caso, previa aplicación de la excepción anterior–, solo puede conservar una de las dos plazas (si son diferentes, la que le permita acceder a una competición superior), perdiendo la RFEF la posibilidad de usar la plaza sobrante en favor de otra federación nacional.

- Excepción del Rendimiento Europeo: si la RFEF se encuentra entre las dos federaciones mejor situadas en el ranking de coeficientes de la UEFA relativo al rendimiento de sus equipos en competición europea durante la temporada en curso, obtiene una plaza adicional para participar en la próxima Liga de Campeones.[4][5] De darse esta circunstancia, la plaza adicional sería otorgada al equipo mejor clasificado en la Liga que no se haya clasificado a la Liga de Campeones por ningún otro medio y, en caso de existir un conflicto de plazas, desplazando el resto de clasificaciones europeas ya existentes en la tabla, una vez aplicadas las dos excepciones anteriores.

### Otros efectos de la clasificación
Al término de la competición, es nombrado campeón de LaLiga EA Sports el equipo que haya finalizado en la primera posición de la tabla clasificatoria, mientras que los tres últimos clasificados son descendidos a Segunda División, liberando las tres plazas que la próxima temporada son ocupadas por los tres equipos ascendidos. Además, los dos mejores equipos de la clasificación que no jueguen la final de la Copa del Rey se clasificarán para la próxima Supercopa de España.

## Equipos participantes

### Equipos por comunidad autónoma
| N.° | Comunidad autónoma | Equipos                                                           |
| --- | ------------------ | ----------------------------------------------------------------- |
| 5   | Madrid             | Atlético de Madrid, Getafe, Leganés, Rayo Vallecano y Real Madrid |
| 3   | Cataluña           | Barcelona, Espanyol y Girona                                      |
| 3   | País Vasco         | Alavés, Athletic Club y Real Sociedad                             |
| 2   | Valencia           | Valencia y Villarreal                                             |
| 2   | Andalucía          | Real Betis y Sevilla                                              |
| 1   | Castilla y León    | Real Valladolid                                                   |
| 1   | Galicia            | Celta de Vigo                                                     |
| 1   | Canarias           | Las Palmas                                                        |
| 1   | Navarra            | Osasuna                                                           |
| 1   | Islas Baleares     | Mallorca                                                          |

### Ascensos y descensos
Un total de veinte equipos disputaron la liga: los 17 primeros clasificados de la Primera División de España 2023-24 más 3 equipos ascendidos de la Segunda División de España 2023-24, de los cuales uno de ellos asciende como vencedor de una promoción disputada entre 4 equipos. La siguiente tabla muestra los intercambios de plazas previos al comienzo de la temporada:
| Pos. | Descendidos a Segunda División |
| ---- | ------------------------------ |
| 18.º | Cádiz C. F.                    |
| 19.º | U. D. Almería                  |
| 20.º | Granada C. F.                  |

| Pos. | Ascendidos de Segunda División |
| ---- | ------------------------------ |
| 1.º  | C. D. Leganés                  |
| 2.º  | Real Valladolid C. F.          |
| 4.º  | R. C. D. Espanyol              |

### Información de los equipos
| Equipo             | Ciudad                     | Entrenador             | Capitán               | Estadio                  | Capacidad | Proveedor | Patrocinador        |
| ------------------ | -------------------------- | ---------------------- | --------------------- | ------------------------ | --------- | --------- | ------------------- |
| Alavés             | Vitoria                    | Eduardo Coudet         | Antonio Sivera        | Mendizorroza             | 19 840    | Puma      | DXTY News           |
| Athletic Club      | Bilbao                     | Ernesto Valverde       | Óscar de Marcos       | San Mamés                | 53 000    | Castore   | Kutxabank           |
| Atlético de Madrid | Madrid                     | Diego Simeone          | Koke Resurrección     | Riyadh Air Metropolitano | 70 460    | Nike      | Riyadh Air          |
| Barcelona          | Barcelona                  | Hans-Dieter Flick      | Marc-André ter Stegen | Olímpico Lluís Companys  | 49 472    | Nike      | Spotify             |
| Celta de Vigo      | Vigo                       | Claudio Giráldez       | Iago Aspas            | Abanca-Balaídos          | 24 870    | Hummel    | Estrella Galicia    |
| Espanyol           | Cornellá de Llobregat      | Manolo González        | Sergi Gómez           | RCDE Stadium             | 40 000    | Kelme     | Conservas Dani      |
| Getafe             | Getafe                     | José Bordalás          | Djené Dakonam         | Coliseum                 | 16 500    | Joma      | Tecnocasa Group     |
| Girona             | Gerona                     | Míchel Sánchez         | Cristhian Stuani      | Municipal de Montilivi   | 14 624    | Puma      | Etihad Airways      |
| Las Palmas         | Las Palmas de Gran Canaria | Diego Martínez         | Kirian Rodríguez      | Estadio de Gran Canaria  | 32 400    | Hummel    | Gran Canaria        |
| Leganés            | Leganés                    | Borja Jiménez          | Sergio González       | Municipal de Butarque    | 13 089    | Joma      | Ontime              |
| Mallorca           | Palma de Mallorca          | Jagoba Arrasate        | Antonio Raíllo        | Son Moix                 | 23 142    | Nike      | aGEL                |
| Osasuna            | Pamplona                   | Vicente Moreno         | Unai García           | El Sadar                 | 23 576    | Macron    | Kosner              |
| Rayo Vallecano     | Madrid                     | Iñigo Pérez            | Óscar Valentín        | Estadio de Vallecas      | 14 708    | Umbro     | DIGI                |
| Real Betis         | Sevilla                    | Manuel Pellegrini      | Marc Bartra           | Benito Villamarín        | 60 721    | Hummel    | Gree Products       |
| Real Madrid        | Madrid                     | Carlo Ancelotti        | Luka Modrić           | Santiago Bernabéu        | 81 044    | Adidas    | Emirates            |
| Real Sociedad      | San Sebastián              | Imanol Alguacil        | Mikel Oyarzabal       | Reale Arena              | 39 313    | Macron    | Yasuda              |
| Real Valladolid    | Valladolid                 | Álvaro Rubio           | Anuar Tuhami          | José Zorrilla            | 27 618    | Kappa     | Estrella Galicia    |
| Sevilla            | Sevilla                    | Joaquín Caparrós       | Nemanja Gudelj        | Ramón Sánchez-Pizjuán    | 43 883    | Castore   | Midea Group         |
| Valencia           | Valencia                   | Carlos Corberán        | José Luis Gayà        | Mestalla                 | 49 430    | Puma      | TM Real State Group |
| Villarreal         | Villarreal                 | Marcelino García Toral | Raúl Albiol           | La Cerámica              | 23 500    | Joma      | Pamesa Cerámica     |

### Cambios de entrenadores
| Equipo          | Entrenador (Jornadas)       | Fecha de vacante        | Tipo de salida        | Posición en la tabla | Entrenador entrante  | Fecha de nombramiento   |
| --------------- | --------------------------- | ----------------------- | --------------------- | -------------------- | -------------------- | ----------------------- |
| Osasuna         | Jagoba Arrasate             | 26 de mayo de 2024      | Fin de contrato       | Pretemporada         | Vicente Moreno       | 27 de mayo de 2024      |
| Barcelona       | Xavi Hernández              | 26 de mayo de 2024      | Rescisión de contrato | Pretemporada         | Hans-Dieter Flick    | 29 de mayo de 2024      |
| Sevilla         | Quique Sánchez Flores       | 26 de mayo de 2024      | Rescisión de contrato | Pretemporada         | Xavi García Pimienta | 2 de junio de 2024      |
| Mallorca        | Javier Aguirre              | 26 de mayo de 2024      | Fin de contrato       | Pretemporada         | Jagoba Arrasate      | 10 de junio de 2024     |
| Las Palmas      | Xavi García Pimienta        | 26 de mayo de 2024      | Rescisión de contrato | Pretemporada         | Luis Carrión         | 26 de junio de 2024     |
| Las Palmas      | Luis Carrión (1–9)          | 8 de octubre de 2024    | Destitución           | 20.º                 | Diego Martínez       | 8 de octubre de 2024    |
| Real Valladolid | Paulo Pezzolano (1–15)      | 1 de diciembre de 2024  | Destitución           | 20.º                 | Álvaro Rubio INT     | 2 de diciembre de 2024  |
| Alavés          | Luis García Plaza (1–15)    | 2 de diciembre de 2024  | Destitución           | 16.º                 | Eduardo Coudet       | 2 de diciembre de 2024  |
| Real Valladolid | Álvaro Rubio INT (16–17)    | 14 de diciembre de 2024 | Fin de interinidad    | 19.º                 | Diego Cocca          | 14 de diciembre de 2024 |
| Valencia        | Rubén Baraja (1–18)         | 23 de diciembre de 2024 | Destitución           | 19.º                 | Carlos Corberán      | 25 de diciembre de 2024 |
| Real Valladolid | Diego Cocca (18–24)         | 17 de febrero de 2025   | Destitución           | 20.º                 | Álvaro Rubio         | 17 de febrero de 2025   |
| Sevilla         | Xavi García Pimienta (1–31) | 13 de abril de 2025     | Destitución           | 13.º                 | Joaquín Caparrós     | 13 de abril de 2025     |

## Árbitros
| - Alberola Rojas, Javier – - Busquets Ferrer, Mateo - Cordero Vega, Adrián - Cuadra Fernández, Guillermo – - De Burgos Bengoetxea, Ricardo – - Díaz de Mera Escuderos, Isidro - García Verdura, Víctor - Gil Manzano, Jesús – - González Fuertes, Pablo - Hernández Hernández, Alejandro José – | - Hernández Maeso, Francisco José - Martínez Munuera, Juan – - Melero López, Mario - Munuera Montero, José Luis – - Muñiz Ruiz, Alejandro – - Ortiz Arias, Miguel Ángel - Pulido Santana, Juan Luis - Quintero González, Alejandro - Sánchez Martínez, José María – - Soto Grado, César – |

Fuente: 

## Desarrollo

### Clasificación
| Pos. | Equipo                    | Pts. | PJ | G  | E  | P  | GF  | GC | Dif. | Clasificación 2025-26                 |
| ---- | ------------------------- | ---- | -- | -- | -- | -- | --- | -- | ---- | ------------------------------------- |
| 1    | F. C. Barcelona (C)       | 88   | 38 | 28 | 4  | 6  | 102 | 39 | +63  | Fase de liga de Liga de Campeones     |
| 2    | Real Madrid C. F.         | 84   | 38 | 26 | 6  | 6  | 78  | 38 | +40  | Fase de liga de Liga de Campeones     |
| 3    | Atlético de Madrid        | 76   | 38 | 22 | 10 | 6  | 68  | 30 | +38  | Fase de liga de Liga de Campeones     |
| 4    | Athletic Club             | 70   | 38 | 19 | 13 | 6  | 54  | 29 | +25  | Fase de liga de Liga de Campeones     |
| 5    | Villarreal C. F.          | 70   | 38 | 20 | 10 | 8  | 71  | 51 | +20  | Fase de liga de Liga de Campeones     |
| 6    | Real Betis Balompié       | 60   | 38 | 16 | 12 | 10 | 57  | 50 | +7   | Fase de liga de Liga Europa           |
| 7    | R. C. Celta de Vigo       | 55   | 38 | 16 | 7  | 15 | 59  | 57 | +2   | Fase de liga de Liga Europa           |
| 8    | Rayo Vallecano            | 52   | 38 | 13 | 13 | 12 | 41  | 45 | −4   | Ronda de play-off de Liga Conferencia |
| 9    | C. A. Osasuna             | 52   | 38 | 12 | 16 | 10 | 48  | 52 | −4   |                                       |
| 10   | R. C. D. Mallorca         | 48   | 38 | 13 | 9  | 16 | 35  | 44 | −9   |                                       |
| 11   | Real Sociedad             | 46   | 38 | 13 | 7  | 18 | 35  | 46 | −11  |                                       |
| 12   | Valencia C. F.            | 46   | 38 | 11 | 13 | 14 | 44  | 54 | −10  |                                       |
| 13   | Getafe C. F.              | 42   | 38 | 11 | 9  | 18 | 34  | 39 | −5   |                                       |
| 14   | R. C. D. Espanyol         | 42   | 38 | 11 | 9  | 18 | 40  | 51 | −11  |                                       |
| 15   | Deportivo Alavés          | 42   | 38 | 10 | 12 | 16 | 38  | 48 | −10  |                                       |
| 16   | Girona F. C.              | 41   | 38 | 11 | 8  | 19 | 44  | 60 | −16  |                                       |
| 17   | Sevilla F. C.             | 41   | 38 | 10 | 11 | 17 | 42  | 55 | −13  |                                       |
| 18   | C. D. Leganés (D)         | 40   | 38 | 9  | 13 | 16 | 39  | 56 | −17  | Descenso a Segunda División           |
| 19   | U. D. Las Palmas (D)      | 32   | 38 | 8  | 8  | 22 | 40  | 61 | −21  | Descenso a Segunda División           |
| 20   | Real Valladolid C. F. (D) | 16   | 38 | 4  | 4  | 30 | 26  | 90 | −64  | Descenso a Segunda División           |

Actualizado a los partidos jugados el 25 de mayo de 2025.
 Fuente: LaLiga EA Sports
Criterios de clasificación: Puntos · Diferencia de goles particular · Diferencia de goles general · Goles a favor · Puntos de Fair Play · Partido de desempate
Notas:
1. ↑  El Villarreal C. F. (5.º) se clasificó para la Liga de Campeones debido a que España obtuvo una plaza extra por rendimiento al ser una de las dos federaciones de la UEFA con mejor coeficiente de la temporada.[49]
2. ↑  El R. C. Celta de Vigo (7.º) se clasificó para la Liga Europa debido a que el campeón de la Copa del Rey, el F. C. Barcelona, se clasificó para la Liga de Campeones.

|                         |
|                         |
| Campeón F. C. Barcelona |
| 28.º título             |

### Evolución de la clasificación
| Jornada / Equipo | 1  | 2  | 3   | 4   | 5   | 6   | 7  | 8  | 9  | 10 | 11 | 12  | 13  | 14  | 15  | 16  | 17  | 18 | 19 | 20 | 21 | 22 | 23 | 24 | 25 | 26  | 27  | 28  | 29  | 30  | 31  | 32  | 33 | 34 | 35 | 36 | 37 | 38 |
| Jornada / Equipo |    |    |     |     |     |     |    |    |    |    |    |     |     |     |     |     |     |    |    |    |    |    |    |    |    |     |     |     |     |     |     |     |    |    |    |    |    |    |
| ---------------- | -- | -- | --- | --- | --- | --- | -- | -- | -- | -- | -- | --- | --- | --- | --- | --- | --- | -- | -- | -- | -- | -- | -- | -- | -- | --- | --- | --- | --- | --- | --- | --- | -- | -- | -- | -- | -- | -- |
| Barcelona        | 2  | 2  | 1   | 1   | 1   | 1   | 1  | 1  | 1  | 1  | 1  | 1   | 1   | 1   | 1   | 1*  | 1*  | 3* | 3  | 3  | 3  | 3  | 3  | 1  | 1  | 1   | 1*  | 1   | 1   | 1   | 1   | 1   | 1  | 1  | 1  | 1  | 1  | 1  |
| R. Madrid        | 10 | 4  | 5   | 2   | 3   | 2   | 2  | 2  | 2  | 2  | 2  | 2*  | 2*  | 2*  | 2*  | 2   | 3   | 2* | 2  | 1  | 1  | 1  | 1  | 2  | 2  | 3   | 2   | 2   | 2   | 2   | 2   | 2   | 2  | 2  | 2  | 2  | 2  | 2  |
| Atlético         | 5  | 3  | 4   | 3   | 2   | 4   | 3  | 4  | 3  | 3  | 4  | 3   | 3   | 3   | 3   | 3   | 2   | 1  | 1  | 2  | 2  | 2  | 2  | 3  | 3  | 2   | 3   | 3   | 3   | 3   | 3   | 3   | 3  | 3  | 3  | 3  | 3  | 3  |
| Athletic         | 9  | 15 | 8   | 12  | 9   | 3*  | 5  | 5  | 6  | 5  | 5  | 6   | 6   | 5   | 4   | 4*  | 4*  | 4* | 4  | 4  | 4  | 4  | 4  | 4  | 4  | 4   | 4   | 4   | 4   | 4   | 4   | 4   | 4  | 4  | 4  | 4  | 4  | 4  |
| Villarreal       | 7  | 5  | 2   | 4   | 4   | 6   | 4  | 3  | 4  | 4  | 3  | 4*  | 4*  | 4*  | 5*  | 5*  | 6*  | 5  | 5  | 5  | 5  | 5  | 5  | 5  | 5  | 5*  | 5*  | 5*  | 5*  | 5*  | 5*  | 5*  | 5  | 5  | 5  | 5  | 5  | 5  |
| Betis            | 11 | 11 | 14* | 17* | 12* | 11  | 11 | 8  | 10 | 7  | 6  | 7   | 7   | 9   | 10  | 11  | 9   | 9  | 10 | 12 | 10 | 10 | 11 | 8  | 7  | 6   | 6   | 6   | 6   | 6   | 6   | 6   | 6  | 6  | 6  | 6  | 6  | 6  |
| Celta            | 1  | 1  | 3   | 8   | 5   | 9   | 10 | 10 | 9  | 10 | 11 | 10  | 11  | 11  | 12  | 10  | 12  | 11 | 12 | 13 | 13 | 13 | 12 | 14 | 10 | 10  | 9   | 8   | 9   | 7   | 7   | 8   | 7  | 7  | 7  | 7  | 7  | 7  |
| Rayo             | 3  | 8  | 10  | 11  | 6   | 10  | 9  | 9  | 8  | 9  | 9  | 9*  | 12* | 13* | 13* | 12* | 13* | 12 | 9  | 9  | 7  | 6  | 6  | 6  | 6  | 7   | 8   | 9   | 7   | 9   | 10  | 10  | 11 | 8  | 8  | 8  | 8  | 8  |
| Osasuna          | 13 | 7  | 12  | 7   | 11  | 8   | 7  | 7  | 5  | 8  | 8  | 5   | 5   | 6   | 7   | 7   | 8   | 10 | 11 | 10 | 11 | 8  | 9  | 9  | 12 | 11  | 14* | 14  | 14  | 13  | 12  | 11  | 8  | 9  | 11 | 9  | 9  | 9  |
| Mallorca         | 12 | 17 | 18  | 10  | 13  | 5*  | 6  | 6  | 7  | 6  | 7  | 8   | 9   | 8   | 6   | 8*  | 5*  | 6* | 6  | 6  | 6  | 9  | 10 | 7  | 8  | 8   | 7   | 7   | 8   | 10  | 8   | 7   | 9  | 10 | 9  | 10 | 10 | 10 |
| R. Sociedad      | 17 | 9  | 13  | 13  | 16  | 16* | 16 | 14 | 15 | 11 | 12 | 11  | 8   | 10  | 9   | 6   | 7   | 7  | 7  | 7  | 9  | 11 | 7  | 11 | 9  | 9   | 11  | 12  | 10  | 8   | 9   | 9   | 10 | 11 | 12 | 12 | 11 | 11 |
| Valencia         | 18 | 20 | 20  | 20  | 20  | 19  | 17 | 18 | 18 | 20 | 20 | 20* | 20* | 18* | 19* | 19* | 20* | 19 | 20 | 19 | 19 | 19 | 18 | 18 | 18 | 18  | 16  | 16  | 15  | 14  | 13  | 14  | 14 | 12 | 10 | 11 | 12 | 12 |
| Getafe           | 16 | 12 | 15* | 16* | 18* | 18  | 19 | 15 | 16 | 16 | 15 | 16  | 17  | 15  | 17  | 15  | 16  | 17 | 15 | 16 | 14 | 14 | 14 | 13 | 14 | 14  | 12  | 11  | 12  | 11  | 11  | 12  | 12 | 13 | 13 | 15 | 13 | 13 |
| Espanyol         | 20 | 19 | 19  | 14  | 10  | 13  | 14 | 17 | 14 | 15 | 17 | 17  | 18* | 19* | 18* | 18* | 18* | 18 | 18 | 18 | 18 | 17 | 16 | 15 | 15 | 15* | 15* | 15* | 16* | 16* | 15* | 13* | 13 | 14 | 14 | 16 | 17 | 14 |
| Alavés           | 19 | 16 | 9   | 6   | 7   | 7   | 8  | 11 | 13 | 14 | 16 | 14  | 15  | 16  | 16  | 16  | 17  | 16 | 17 | 17 | 17 | 18 | 19 | 19 | 19 | 19  | 18  | 17  | 17  | 17  | 17  | 18  | 17 | 17 | 17 | 17 | 14 | 15 |
| Girona           | 15 | 18 | 7   | 5   | 8   | 12  | 12 | 12 | 11 | 12 | 13 | 12  | 10  | 7   | 8   | 9   | 10  | 8  | 8  | 8  | 8  | 7  | 8  | 10 | 13 | 13  | 13  | 13  | 13  | 15  | 16  | 16  | 16 | 15 | 15 | 13 | 15 | 16 |
| Sevilla          | 6  | 13 | 17  | 19  | 14  | 15  | 13 | 13 | 12 | 13 | 10 | 13  | 13  | 12  | 11  | 13  | 11  | 14 | 13 | 11 | 12 | 12 | 13 | 12 | 11 | 12  | 10  | 10  | 11  | 12  | 14  | 15  | 15 | 16 | 16 | 14 | 16 | 17 |
| Leganés          | 14 | 6  | 6   | 9   | 15  | 14* | 15 | 16 | 17 | 17 | 14 | 15  | 14  | 14  | 15  | 17  | 15  | 15 | 16 | 15 | 16 | 16 | 17 | 16 | 16 | 16  | 17  | 18  | 18  | 18  | 19  | 19  | 19 | 19 | 18 | 18 | 18 | 18 |
| Las Palmas       | 8  | 14 | 16  | 18  | 19  | 20  | 20 | 20 | 20 | 19 | 18 | 18  | 16  | 17  | 14  | 14  | 14  | 13 | 14 | 14 | 15 | 15 | 15 | 17 | 17 | 17  | 19  | 19  | 19  | 19  | 18  | 17  | 18 | 18 | 19 | 19 | 19 | 19 |
| Valladolid       | 4  | 10 | 11  | 15  | 17  | 17  | 18 | 19 | 19 | 18 | 19 | 19  | 19  | 20  | 20  | 20  | 19  | 20 | 19 | 20 | 20 | 20 | 20 | 20 | 20 | 20  | 20  | 20  | 20  | 20  | 20  | 20  | 20 | 20 | 20 | 20 | 20 | 20 |

* Indica que la posición fue provisional en dicha jornada al tratarse de un equipo con un número distinto de partidos disputados con respecto a la mayoría de participantes.

## Resultados
| Jornada 1             | Jornada 1 | Jornada 1          | Jornada 1               | Jornada 1    | Jornada 1 | Jornada 1    | Jornada 1           | Jornada 1  | Jornada 1 |
| Local                 | Resultado | Visitante          | Estadio                 | Fecha        | Hora      | Espectadores | Árbitro             | Amonestado | Expulsado |
| --------------------- | --------- | ------------------ | ----------------------- | ------------ | --------- | ------------ | ------------------- | ---------- | --------- |
| Athletic Club         | 1 – 1     | Getafe C. F.       | San Mamés               | 15 de agosto | 19:00     | 47 845       | Muñiz Ruiz          | 5          | 0         |
| Real Betis Balompié   | 1 – 1     | Girona F. C.       | Benito Villamarín       | 15 de agosto | 21:30     | 54 084       | Ortiz Arias         | 2          | 0         |
| R. C. Celta de Vigo   | 2 – 1     | Deportivo Alavés   | Abanca-Balaídos         | 16 de agosto | 19:00     | 22 477       | Quintero González   | 5          | 0         |
| U. D. Las Palmas      | 2 – 2     | Sevilla F. C.      | Estadio de Gran Canaria | 16 de agosto | 21:30     | 24 843       | Hernández Maeso     | 5          | 0         |
| C. A. Osasuna         | 1 – 1     | C. D. Leganés      | El Sadar                | 17 de agosto | 19:00     | 19 561       | Pulido Santana      | 5          | 0         |
| Valencia C. F.        | 1 – 2     | F. C. Barcelona    | Mestalla                | 17 de agosto | 21:30     | 46 673       | Sánchez Martínez    | 6          | 0         |
| Real Sociedad         | 1 – 2     | Rayo Vallecano     | Reale Arena             | 18 de agosto | 19:00     | 31 763       | Hernández Hernández | 6          | 0         |
| R. C. D. Mallorca     | 1 – 1     | Real Madrid C. F.  | Mallorca Son Moix       | 18 de agosto | 21:30     | 23 010       | Soto Grado          | 2          | 1         |
| Real Valladolid C. F. | 1 – 0     | R. C. D. Espanyol  | José Zorrilla           | 19 de agosto | 19:00     | 22 027       | González Fuertes    | 4          | 0         |
| Villarreal C. F.      | 2 – 2     | Atlético de Madrid | La Cerámica             | 19 de agosto | 21:30     | 21 566       | Cuadra Fernández    | 5          | 0         |

| Jornada 2           | Jornada 2 | Jornada 2             | Jornada 2               | Jornada 2    | Jornada 2 | Jornada 2    | Jornada 2              | Jornada 2  | Jornada 2 |
| Local               | Resultado | Visitante             | Estadio                 | Fecha        | Hora      | Espectadores | Árbitro                | Amonestado | Expulsado |
| ------------------- | --------- | --------------------- | ----------------------- | ------------ | --------- | ------------ | ---------------------- | ---------- | --------- |
| R. C. Celta de Vigo | 3 – 1     | Valencia C. F.        | Abanca-Balaídos         | 23 de agosto | 19:00     | 23 519       | Munuera Montero        | 3          | 0         |
| Sevilla F. C.       | 1 – 2     | Villarreal C. F.      | Ramón Sánchez-Pizjuán   | 23 de agosto | 21:30     | 34 004       | Díaz de Mera Escuderos | 8          | 0         |
| C. A. Osasuna       | 1 – 0     | R. C. D. Mallorca     | El Sadar                | 24 de agosto | 17:00     | 19 900       | Cordero Vega           | 3          | 0         |
| F. C. Barcelona     | 2 – 1     | Athletic Club         | Olímpico Lluís Companys | 24 de agosto | 19:00     | 46 448       | Gil Manzano            | 9          | 0         |
| Getafe C. F.        | 0 – 0     | Rayo Vallecano        | Coliseum                | 24 de agosto | 21:30     | 9 529        | Alberola Rojas         | 3          | 0         |
| R. C. D. Espanyol   | 0 – 1     | Real Sociedad         | RCDE Stadium            | 24 de agosto | 21:30     | 20 900       | Melero López           | 4          | 0         |
| Real Madrid C. F.   | 3 – 0     | Real Valladolid C. F. | Santiago Bernabéu       | 25 de agosto | 17:00     | 70 178       | García Verdura         | 2          | 0         |
| C. D. Leganés       | 2 – 1     | U. D. Las Palmas      | Butarque                | 25 de agosto | 19:00     | 10 052       | De Burgos Bengoetxea   | 2          | 0         |
| Deportivo Alavés    | 0 – 0     | Real Betis Balompié   | Mendizorroza            | 25 de agosto | 19:15     | 16 623       | Busquets Ferrer        | 5          | 1         |
| Atlético de Madrid  | 3 – 0     | Girona F. C.          | Cívitas Metropolitano   | 25 de agosto | 21:30     | 60 414       | Martínez Munuera       | 4          | 0         |

| Jornada 3             | Jornada 3 | Jornada 3           | Jornada 3               | Jornada 3        | Jornada 3 | Jornada 3    | Jornada 3            | Jornada 3  | Jornada 3 |
| Local                 | Resultado | Visitante           | Estadio                 | Fecha            | Hora      | Espectadores | Árbitro              | Amonestado | Expulsado |
| --------------------- | --------- | ------------------- | ----------------------- | ---------------- | --------- | ------------ | -------------------- | ---------- | --------- |
| Villarreal C. F.      | 4 – 3     | R. C. Celta de Vigo | La Cerámica             | 26 de agosto     | 21:30     | 19 651       | Ortiz Arias          | 7          | 0         |
| R. C. D. Mallorca     | 0 – 0     | Sevilla F. C.       | Mallorca Son Moix       | 27 de agosto     | 19:00     | 20 470       | Muñiz Ruiz           | 1          | 1         |
| Rayo Vallecano        | 1 – 2     | F. C. Barcelona     | Estadio de Vallecas     | 27 de agosto     | 21:30     | 14 031       | Soto Grado           | 4          | 0         |
| Athletic Club         | 1 – 0     | Valencia C. F.      | San Mamés               | 28 de agosto     | 19:00     | 48 644       | González Fuertes     | 4          | 0         |
| Real Valladolid C. F. | 0 – 0     | C. D. Leganés       | José Zorrilla           | 28 de agosto     | 19:00     | 21 764       | Quintero González    | 7          | 0         |
| Real Sociedad         | 1 – 2     | Deportivo Alavés    | Reale Arena             | 28 de agosto     | 21:30     | 32 220       | Sánchez Martínez     | 7          | 1         |
| Atlético de Madrid    | 0 – 0     | R. C. D. Espanyol   | Cívitas Metropolitano   | 28 de agosto     | 21:30     | 56 669       | De Burgos Bengoetxea | 2          | 0         |
| Girona F. C.          | 4 – 0     | C. A. Osasuna       | Montilivi               | 29 de agosto     | 19:00     | 13 275       | Hernández Maeso      | 0          | 0         |
| U. D. Las Palmas      | 1 – 1     | Real Madrid C. F.   | Estadio de Gran Canaria | 29 de agosto     | 21:30     | 31 192       | Busquets Ferrer      | 4          | 0         |
| Real Betis Balompié   | 2 – 1     | Getafe C. F.        | Benito Villamarín       | 18 de septiembre | 19:00     | 48 547       | Pulido Santana       | 10         | 1         |

| Jornada 4         | Jornada 4 | Jornada 4             | Jornada 4               | Jornada 4       | Jornada 4 | Jornada 4    | Jornada 4              | Jornada 4  | Jornada 4 |
| Local             | Resultado | Visitante             | Estadio                 | Fecha           | Hora      | Espectadores | Árbitro                | Amonestado | Expulsado |
| ----------------- | --------- | --------------------- | ----------------------- | --------------- | --------- | ------------ | ---------------------- | ---------- | --------- |
| F. C. Barcelona   | 7 – 0     | Real Valladolid C. F. | Olímpico Lluís Companys | 31 de agosto    | 17:00     | 44 359       | Díaz de Mera Escuderos | 3          | 0         |
| Athletic Club     | 0 – 1     | Atlético de Madrid    | San Mamés               | 31 de agosto    | 19:00     | 48 617       | Hernández Hernández    | 4          | 0         |
| R. C. D. Espanyol | 2 – 1     | Rayo Vallecano        | RCDE Stadium            | 31 de agosto    | 19:00     | 22 405       | Cordero Vega           | 5          | 0         |
| Valencia C. F.    | 1 – 1     | Villarreal C. F.      | Mestalla                | 31 de agosto    | 21:30     | 43 857       | Gil Manzano            | 6          | 1         |
| C. D. Leganés     | 0 – 1     | R. C. D. Mallorca     | Butarque                | 31 de agosto    | 21:30     | 10 482       | Melero López           | 4          | 0         |
| Deportivo Alavés  | 2 – 0     | U. D. Las Palmas      | Mendizorroza            | 1 de septiembre | 17:00     | 16 386       | García Verdura         | 3          | 0         |
| C. A. Osasuna     | 3 – 2     | R. C. Celta de Vigo   | El Sadar                | 1 de septiembre | 17:00     | 19 908       | Martínez Munuera       | 2          | 1         |
| Sevilla F. C.     | 0 – 2     | Girona F. C.          | Ramón Sánchez-Pizjuán   | 1 de septiembre | 19:00     | 35 735       | Sánchez Martínez       | 5          | 0         |
| Getafe C. F.      | 0 – 0     | Real Sociedad         | Coliseum                | 1 de septiembre | 19:15     | 10 929       | Munuera Montero        | 2          | 0         |
| Real Madrid C. F. | 2 – 0     | Real Betis Balompié   | Santiago Bernabéu       | 1 de septiembre | 21:30     | 73 072       | Alberola Rojas         | 2          | 0         |

| Jornada 5           | Jornada 5 | Jornada 5             | Jornada 5               | Jornada 5        | Jornada 5 | Jornada 5    | Jornada 5            | Jornada 5  | Jornada 5 |
| Local               | Resultado | Visitante             | Estadio                 | Fecha            | Hora      | Espectadores | Árbitro              | Amonestado | Expulsado |
| ------------------- | --------- | --------------------- | ----------------------- | ---------------- | --------- | ------------ | -------------------- | ---------- | --------- |
| Real Betis Balompié | 2 – 0     | C. D. Leganés         | Benito Villamarín       | 13 de septiembre | 21:00     | 48 089       | González Fuertes     | 3          | 0         |
| R. C. D. Mallorca   | 1 – 2     | Villarreal C. F.      | Mallorca Son Moix       | 14 de septiembre | 14:00     | 18 303       | De Burgos Bengoetxea | 6          | 1         |
| R. C. D. Espanyol   | 3 – 2     | Deportivo Alavés      | RCDE Stadium            | 14 de septiembre | 16:15     | 24 238       | Pulido Santana       | 6          | 0         |
| Sevilla F. C.       | 1 – 0     | Getafe C. F.          | Ramón Sánchez-Pizjuán   | 14 de septiembre | 18:30     | 32 643       | Busquets Ferrer      | 8          | 1         |
| Real Sociedad       | 0 – 2     | Real Madrid C. F.     | Reale Arena             | 14 de septiembre | 21:00     | 37 370       | Martínez Munuera     | 5          | 0         |
| R. C. Celta de Vigo | 3 – 1     | Real Valladolid C. F. | Abanca-Balaídos         | 15 de septiembre | 14:00     | 21 670       | Hernández Maeso      | 8          | 1         |
| Girona F. C.        | 1 – 4     | F. C. Barcelona       | Montilivi               | 15 de septiembre | 16:15     | 13 891       | Muñiz Ruiz           | 5          | 1         |
| U. D. Las Palmas    | 2 – 3     | Athletic Club         | Estadio de Gran Canaria | 15 de septiembre | 18:30     | 25 908       | Ortiz Arias          | 3          | 1         |
| Atlético de Madrid  | 3 – 0     | Valencia C. F.        | Cívitas Metropolitano   | 15 de septiembre | 21:00     | 61 752       | Soto Grado           | 3          | 0         |
| Rayo Vallecano      | 3 – 1     | C. A. Osasuna         | Estadio de Vallecas     | 16 de septiembre | 21:00     | 13 073       | Quintero González    | 6          | 0         |

| Jornada 6             | Jornada 6 | Jornada 6           | Jornada 6           | Jornada 6        | Jornada 6 | Jornada 6    | Jornada 6              | Jornada 6  | Jornada 6 |
| Local                 | Resultado | Visitante           | Estadio             | Fecha            | Hora      | Espectadores | Árbitro                | Amonestado | Expulsado |
| --------------------- | --------- | ------------------- | ------------------- | ---------------- | --------- | ------------ | ---------------------- | ---------- | --------- |
| Deportivo Alavés      | 2 – 1     | Sevilla F. C.       | Mendizorroza        | 20 de septiembre | 21:00     | 16 538       | Alberola Rojas         | 5          | 0         |
| Real Valladolid C. F. | 0 – 0     | Real Sociedad       | José Zorrilla       | 21 de septiembre | 14:00     | 21 171       | Cuadra Fernández       | 9          | 0         |
| C. A. Osasuna         | 2 – 1     | U. D. Las Palmas    | El Sadar            | 21 de septiembre | 16:15     | 19 043       | Díaz de Mera Escuderos | 7          | 0         |
| Valencia C. F.        | 2 – 0     | Girona F. C.        | Mestalla            | 21 de septiembre | 18:30     | 40 896       | Hernández Hernández    | 5          | 0         |
| Real Madrid C. F.     | 4 – 1     | R. C. D. Espanyol   | Santiago Bernabéu   | 21 de septiembre | 21:00     | 72 284       | Munuera Montero        | 7          | 0         |
| Getafe C. F.          | 1 – 1     | C. D. Leganés       | Coliseum            | 22 de septiembre | 14:00     | 13 060       | Cordero Vega           | 5          | 0         |
| Athletic Club         | 3 – 1     | R. C. Celta de Vigo | San Mamés           | 22 de septiembre | 16:15     | 48 373       | Sánchez Martínez       | 5          | 0         |
| Villarreal C. F.      | 1 – 5     | F. C. Barcelona     | La Cerámica         | 22 de septiembre | 18:30     | 22 048       | Busquets Ferrer        | 7          | 0         |
| Rayo Vallecano        | 1 – 1     | Atlético de Madrid  | Estadio de Vallecas | 22 de septiembre | 21:00     | 13 646       | Melero López           | 0          | 0         |
| Real Betis Balompié   | 1 – 2     | R. C. D. Mallorca   | Benito Villamarín   | 23 de septiembre | 21:00     | 47 017       | García Verdura         | 6          | 0         |

| Jornada 7           | Jornada 7 | Jornada 7             | Jornada 7               | Jornada 7        | Jornada 7 | Jornada 7    | Jornada 7         | Jornada 7  | Jornada 7 |
| Local               | Resultado | Visitante             | Estadio                 | Fecha            | Hora      | Espectadores | Árbitro           | Amonestado | Expulsado |
| ------------------- | --------- | --------------------- | ----------------------- | ---------------- | --------- | ------------ | ----------------- | ---------- | --------- |
| R. C. D. Mallorca   | 1 – 0     | Real Sociedad         | Mallorca Son Moix       | 17 de septiembre | 19:00     | 17 132       | Cordero Vega      | 2          | 0         |
| C. D. Leganés       | 0 – 2     | Athletic Club         | Butarque                | 19 de septiembre | 19:00     | 8 304        | Figueroa Vázquez  | 3          | 0         |
| Sevilla F. C.       | 2 – 1     | Real Valladolid C. F. | Ramón Sánchez-Pizjuán   | 24 de septiembre | 19:00     | 35 292       | Pulido Santana    | 10         | 1         |
| Valencia C. F.      | 0 – 0     | C. A. Osasuna         | Mestalla                | 24 de septiembre | 19:00     | 40 425       | Ortiz Arias       | 6          | 0         |
| Real Madrid C. F.   | 3 – 2     | Deportivo Alavés      | Santiago Bernabéu       | 24 de septiembre | 21:00     | 67 480       | Muñiz Ruiz        | 4          | 0         |
| Girona F. C.        | 0 – 0     | Rayo Vallecano        | Montilivi               | 25 de septiembre | 19:00     | 12 272       | Martínez Munuera  | 7          | 0         |
| F. C. Barcelona     | 1 – 0     | Getafe C. F.          | Olímpico Lluís Companys | 25 de septiembre | 21:00     | 44 407       | González Fuertes  | 2          | 0         |
| R. C. D. Espanyol   | 1 – 2     | Villarreal C. F.      | RCDE Stadium            | 26 de septiembre | 19:00     | 23 147       | Quintero González | 8          | 0         |
| U. D. Las Palmas    | 1 – 1     | Real Betis Balompié   | Estadio de Gran Canaria | 26 de septiembre | 19:00     | 22 722       | Sánchez Martínez  | 6          | 0         |
| R. C. Celta de Vigo | 0 – 1     | Atlético de Madrid    | Abanca-Balaídos         | 26 de septiembre | 21:00     | 21 533       | García Verdura    | 4          | 0         |

| Jornada 8             | Jornada 8 | Jornada 8         | Jornada 8             | Jornada 8        | Jornada 8 | Jornada 8    | Jornada 8              | Jornada 8  | Jornada 8 |
| Local                 | Resultado | Visitante         | Estadio               | Fecha            | Hora      | Espectadores | Árbitro                | Amonestado | Expulsado |
| --------------------- | --------- | ----------------- | --------------------- | ---------------- | --------- | ------------ | ---------------------- | ---------- | --------- |
| Real Valladolid C. F. | 1 – 2     | R. C. D. Mallorca | José Zorrilla         | 27 de septiembre | 21:00     | 20 338       | Munuera Montero        | 5          | 0         |
| Getafe C. F.          | 2 – 0     | Deportivo Alavés  | Coliseum              | 28 de septiembre | 14:00     | 10 006       | Díaz de Mera Escuderos | 10         | 0         |
| Rayo Vallecano        | 1 – 1     | C. D. Leganés     | Estadio de Vallecas   | 28 de septiembre | 16:15     | 13 186       | Muñiz Ruiz             | 3          | 0         |
| Real Sociedad         | 3 – 0     | Valencia C. F.    | Reale Arena           | 28 de septiembre | 18:30     | 32 332       | Alberola Rojas         | 0          | 0         |
| C. A. Osasuna         | 4 – 2     | F. C. Barcelona   | El Sadar              | 28 de septiembre | 21:00     | 22 322       | Cuadra Fernández       | 4          | 0         |
| R. C. Celta de Vigo   | 1 – 1     | Girona F. C.      | Abanca-Balaídos       | 29 de septiembre | 14:00     | 21 347       | De Burgos Bengoetxea   | 1          | 0         |
| Athletic Club         | 1 – 1     | Sevilla F. C.     | San Mamés             | 29 de septiembre | 16:15     | 48 288       | Soto Grado             | 3          | 1         |
| Real Betis Balompié   | 1 – 0     | R. C. D. Espanyol | Benito Villamarín     | 29 de septiembre | 18:30     | 53 065       | Hernández Hernández    | 7          | 0         |
| Atlético de Madrid    | 1 – 1     | Real Madrid C. F. | Cívitas Metropolitano | 29 de septiembre | 21:00     | 70 112       | Busquets Ferrer        | 4          | 1         |
| Villarreal C. F.      | 3 – 1     | U. D. Las Palmas  | La Cerámica           | 30 de septiembre | 21:00     | 18 159       | Melero López           | 4          | 0         |

| Jornada 9             | Jornada 9 | Jornada 9           | Jornada 9               | Jornada 9    | Jornada 9 | Jornada 9    | Jornada 9              | Jornada 9  | Jornada 9 |
| Local                 | Resultado | Visitante           | Estadio                 | Fecha        | Hora      | Espectadores | Árbitro                | Amonestado | Expulsado |
| --------------------- | --------- | ------------------- | ----------------------- | ------------ | --------- | ------------ | ---------------------- | ---------- | --------- |
| C. D. Leganés         | 0 – 0     | Valencia C. F.      | Butarque                | 4 de octubre | 21:00     | 10 958       | Quintero González      | 4          | 0         |
| R. C. D. Espanyol     | 2 – 1     | R. C. D. Mallorca   | RCDE Stadium            | 5 de octubre | 14:00     | 24 434       | Hernández Maeso        | 7          | 0         |
| Getafe C. F.          | 1 – 1     | C. A. Osasuna       | Coliseum                | 5 de octubre | 16:15     | 10 670       | Sánchez Martínez       | 6          | 0         |
| U. D. Las Palmas      | 0 – 1     | R. C. Celta de Vigo | Estadio de Gran Canaria | 5 de octubre | 18:30     | 21 482       | Cordero Vega           | 11         | 2         |
| Real Valladolid C. F. | 1 – 2     | Rayo Vallecano      | José Zorrilla           | 5 de octubre | 18:30     | 21 112       | González Fuertes       | 7          | 0         |
| Real Madrid C. F.     | 2 – 0     | Villarreal C. F.    | Santiago Bernabéu       | 5 de octubre | 21:00     | 73 842       | Cuadra Fernández       | 1          | 0         |
| Girona F. C.          | 2 – 1     | Athletic Club       | Montilivi               | 6 de octubre | 14:00     | 13 396       | Pulido Santana         | 7          | 1         |
| Deportivo Alavés      | 0 – 3     | F. C. Barcelona     | Mendizorroza            | 6 de octubre | 16:15     | 19 468       | Ortiz Arias            | 4          | 0         |
| Sevilla F. C.         | 1 – 0     | Real Betis Balompié | Ramón Sánchez-Pizjuán   | 6 de octubre | 18:30     | 42 571       | Martínez Munuera       | 9          | 1         |
| Real Sociedad         | 1 – 1     | Atlético de Madrid  | Reale Arena             | 6 de octubre | 21:00     | 31 983       | Díaz de Mera Escuderos | 3          | 0         |

| Jornada 10          | Jornada 10 | Jornada 10            | Jornada 10               | Jornada 10    | Jornada 10 | Jornada 10   | Jornada 10           | Jornada 10 | Jornada 10 |
| Local               | Resultado  | Visitante             | Estadio                  | Fecha         | Hora       | Espectadores | Árbitro              | Amonestado | Expulsado  |
| ------------------- | ---------- | --------------------- | ------------------------ | ------------- | ---------- | ------------ | -------------------- | ---------- | ---------- |
| Deportivo Alavés    | 2 – 3      | Real Valladolid C. F. | Mendizorroza             | 18 de octubre | 21:00      | 16 904       | Melero López         | 9          | 1          |
| Athletic Club       | 4 – 1      | R. C. D. Espanyol     | San Mamés                | 19 de octubre | 14:00      | 46 713       | Busquets Ferrer      | 5          | 0          |
| C. A. Osasuna       | 1 – 2      | Real Betis Balompié   | El Sadar                 | 19 de octubre | 16:15      | 21 045       | Muñiz Ruiz           | 3          | 1          |
| Girona F. C.        | 0 – 1      | Real Sociedad         | Montilivi                | 19 de octubre | 18:30      | 12 602       | Soto Grado           | 3          | 0          |
| R. C. Celta de Vigo | 1 – 2      | Real Madrid C. F.     | Abanca-Balaídos          | 19 de octubre | 21:00      | 24 445       | Hernández Hernández  | 4          | 0          |
| R. C. D. Mallorca   | 1 – 0      | Rayo Vallecano        | Mallorca Son Moix        | 20 de octubre | 14:00      | 18 316       | Alberola Rojas       | 2          | 0          |
| Atlético de Madrid  | 3 – 1      | C. D. Leganés         | Riyadh Air Metropolitano | 20 de octubre | 16:15      | 60 122       | Munuera Montero      | 6          | 0          |
| Villarreal C. F.    | 1 – 1      | Getafe C. F.          | La Cerámica              | 20 de octubre | 18:30      | 19 355       | García Verdura       | 7          | 0          |
| F. C. Barcelona     | 5 – 1      | Sevilla F. C.         | Olímpico Lluís Companys  | 20 de octubre | 21:00      | 48 848       | De Burgos Bengoetxea | 3          | 0          |
| Valencia C. F.      | 2 – 3      | U. D. Las Palmas      | Mestalla                 | 21 de octubre | 21:00      | 42 453       | Gil Manzano          | 12         | 1          |

| Jornada 11            | Jornada 11 | Jornada 11          | Jornada 11              | Jornada 11    | Jornada 11 | Jornada 11   | Jornada 11        | Jornada 11 | Jornada 11 |
| Local                 | Resultado  | Visitante           | Estadio                 | Fecha         | Hora       | Espectadores | Árbitro           | Amonestado | Expulsado  |
| --------------------- | ---------- | ------------------- | ----------------------- | ------------- | ---------- | ------------ | ----------------- | ---------- | ---------- |
| R. C. D. Espanyol     | 0 – 2      | Sevilla F. C.       | RCDE Stadium            | 25 de octubre | 21:00      | 23 656       | Ortiz Arias       | 2          | 0          |
| Real Valladolid C. F. | 1 – 2      | Villarreal C. F.    | José Zorrilla           | 26 de octubre | 14:00      | 20 178       | Hernández Maeso   | 7          | 0          |
| Rayo Vallecano        | 1 – 0      | Deportivo Alavés    | Estadio de Vallecas     | 26 de octubre | 16:15      | 13 010       | Cordero Vega      | 6          | 1          |
| U. D. Las Palmas      | 1 – 0      | Girona F. C.        | Estadio de Gran Canaria | 26 de octubre | 18:30      | 21 506       | Quintero González | 9          | 1          |
| Real Madrid C. F.     | 0 – 4      | F. C. Barcelona     | Santiago Bernabéu       | 26 de octubre | 21:00      | 78 192       | Sánchez Martínez  | 7          | 0          |
| C. D. Leganés         | 3 – 0      | R. C. Celta de Vigo | Butarque                | 27 de octubre | 14:00      | 11 358       | Melero López      | 4          | 0          |
| Getafe C. F.          | 1 – 1      | Valencia C. F.      | Coliseum                | 27 de octubre | 16:15      | 12 412       | Cuadra Fernández  | 10         | 0          |
| Real Betis Balompié   | 1 – 0      | Atlético de Madrid  | Benito Villamarín       | 27 de octubre | 18:30      | 52 621       | Gil Manzano       | 6          | 0          |
| Real Sociedad         | 0 – 2      | C. A. Osasuna       | Reale Arena             | 27 de octubre | 21:00      | 31 729       | Pulido Santana    | 7          | 1          |
| R. C. D. Mallorca     | 0 – 0      | Athletic Club       | Mallorca Son Moix       | 28 de octubre | 21:00      | 19 797       | Martínez Munuera  | 6          | 1          |

| Jornada 12          | Jornada 12 | Jornada 12            | Jornada 12               | Jornada 12      | Jornada 12 | Jornada 12   | Jornada 12           | Jornada 12 | Jornada 12 |
| Local               | Resultado  | Visitante             | Estadio                  | Fecha           | Hora       | Espectadores | Árbitro              | Amonestado | Expulsado  |
| ------------------- | ---------- | --------------------- | ------------------------ | --------------- | ---------- | ------------ | -------------------- | ---------- | ---------- |
| Deportivo Alavés    | 1 – 0      | R. C. D. Mallorca     | Mendizorroza             | 1 de noviembre  | 21:00      | 17 212       | González Fuertes     | 7          | 0          |
| C. A. Osasuna       | 1 – 0      | Real Valladolid C. F. | El Sadar                 | 2 de noviembre  | 14:00      | 20 430       | García Verdura       | 7          | 0          |
| Girona F. C.        | 4 – 3      | C. D. Leganés         | Montilivi                | 2 de noviembre  | 16:15      | 10 839       | Busquets Ferrer      | 6          | 0          |
| Atlético de Madrid  | 2 – 0      | U. D. Las Palmas      | Riyadh Air Metropolitano | 3 de noviembre  | 14:00      | 56 610       | De Burgos Bengoetxea | 2          | 0          |
| F. C. Barcelona     | 3 – 1      | R. C. D. Espanyol     | Olímpico Lluís Companys  | 3 de noviembre  | 16:15      | 48 843       | Munuera Montero      | 4          | 0          |
| Sevilla F. C.       | 0 – 2      | Real Sociedad         | Ramón Sánchez-Pizjuán    | 3 de noviembre  | 18:30      | 37 619       | Muñiz Ruiz           | 3          | 0          |
| Athletic Club       | 1 – 1      | Real Betis Balompié   | San Mamés                | 3 de noviembre  | 21:00      | 46 898       | Alberola Rojas       | 0          | 0          |
| R. C. Celta de Vigo | 1 – 0      | Getafe C. F.          | Abanca-Balaídos          | 4 de noviembre  | 21:00      | 19 502       | Gil Manzano          | 3          | 1          |
| Villarreal C. F.    | 1 – 1      | Rayo Vallecano        | La Cerámica              | 18 de diciembre | 21:30      | 14 000       | Hernández Hernández  | 7          | 1          |
| Valencia C. F.      | 1 – 2      | Real Madrid C. F.     | Mestalla                 | 3 de enero      | 21:00      | 46 420       | Soto Grado           | 5          | 1          |

| Jornada 13            | Jornada 13 | Jornada 13          | Jornada 13          | Jornada 13      | Jornada 13 | Jornada 13   | Jornada 13        | Jornada 13 | Jornada 13 |
| Local                 | Resultado  | Visitante           | Estadio             | Fecha           | Hora       | Espectadores | Árbitro           | Amonestado | Expulsado  |
| --------------------- | ---------- | ------------------- | ------------------- | --------------- | ---------- | ------------ | ----------------- | ---------- | ---------- |
| Rayo Vallecano        | 1 – 3      | U. D. Las Palmas    | Estadio de Vallecas | 8 de noviembre  | 21:00      | 12 978       | Hernández Maeso   | 4          | 0          |
| Real Madrid C. F.     | 4 – 0      | C. A. Osasuna       | Santiago Bernabéu   | 9 de noviembre  | 14:00      | 72 462       | Melero López      | 2          | 0          |
| Villarreal C. F.      | 3 – 0      | Deportivo Alavés    | La Cerámica         | 9 de noviembre  | 16:15      | 17 659       | Quintero González | 4          | 0          |
| C. D. Leganés         | 1 – 0      | Sevilla F. C.       | Butarque            | 9 de noviembre  | 21:00      | 11 167       | Pulido Santana    | 3          | 1          |
| Real Betis Balompié   | 2 – 2      | R. C. Celta de Vigo | Benito Villamarín   | 10 de noviembre | 14:00      | 54 015       | Ortiz Arias       | 3          | 0          |
| R. C. D. Mallorca     | 0 – 1      | Atlético de Madrid  | Mallorca Son Moix   | 10 de noviembre | 16:15      | 19 500       | Sánchez Martínez  | 4          | 0          |
| Getafe C. F.          | 0 – 1      | Girona F. C.        | Coliseum            | 10 de noviembre | 18:30      | 10 923       | Martínez Munuera  | 6          | 0          |
| Real Valladolid C. F. | 1 – 1      | Athletic Club       | José Zorrilla       | 10 de noviembre | 18:30      | 23 515       | Cordero Vega      | 8          | 0          |
| Real Sociedad         | 1 – 0      | F. C. Barcelona     | Reale Arena         | 10 de noviembre | 21:00      | 36 194       | Cuadra Fernández  | 4          | 0          |
| R. C. D. Espanyol     | 1 – 1      | Valencia C. F.      | RCDE Stadium        | 18 de diciembre | 21:30      | 18 122       | González Fuertes  | 1          | 0          |

| Jornada 14          | Jornada 14 | Jornada 14            | Jornada 14               | Jornada 14      | Jornada 14 | Jornada 14   | Jornada 14           | Jornada 14 | Jornada 14 |
| Local               | Resultado  | Visitante             | Estadio                  | Fecha           | Hora       | Espectadores | Árbitro              | Amonestado | Expulsado  |
| ------------------- | ---------- | --------------------- | ------------------------ | --------------- | ---------- | ------------ | -------------------- | ---------- | ---------- |
| Getafe C. F.        | 2 – 0      | Real Valladolid C. F. | Coliseum                 | 22 de noviembre | 21:00      | 9 911        | González Fuertes     | 5          | 0          |
| Valencia C. F.      | 4 – 2      | Real Betis Balompié   | Mestalla                 | 23 de noviembre | 14:00      | 43 975       | De Burgos Bengoetxea | 6          | 0          |
| Atlético de Madrid  | 2 – 1      | Deportivo Alavés      | Riyadh Air Metropolitano | 23 de noviembre | 16:15      | 58 910       | García Verdura       | 6          | 0          |
| U. D. Las Palmas    | 2 – 3      | R. C. D. Mallorca     | Estadio de Gran Canaria  | 23 de noviembre | 18:30      | 22 940       | Muñiz Ruiz           | 6          | 1          |
| Girona F. C.        | 4 – 1      | R. C. D. Espanyol     | Montilivi                | 23 de noviembre | 18:30      | 12 461       | Hernández Hernández  | 3          | 0          |
| R. C. Celta de Vigo | 2 – 2      | F. C. Barcelona       | Abanca-Balaídos          | 23 de noviembre | 21:00      | 24 573       | Soto Grado           | 8          | 1          |
| C. A. Osasuna       | 2 – 2      | Villarreal C. F.      | El Sadar                 | 24 de noviembre | 14:00      | 19 795       | Munuera Montero      | 11         | 0          |
| Sevilla F. C.       | 1 – 0      | Rayo Vallecano        | Ramón Sánchez-Pizjuán    | 24 de noviembre | 16:15      | 35 125       | Busquets Ferrer      | 7          | 1          |
| C. D. Leganés       | 0 – 3      | Real Madrid C. F.     | Butarque                 | 24 de noviembre | 18:30      | 12 338       | Alberola Rojas       | 2          | 0          |
| Athletic Club       | 1 – 0      | Real Sociedad         | San Mamés                | 24 de noviembre | 21:00      | 50 719       | Gil Manzano          | 7          | 0          |

| Jornada 15            | Jornada 15 | Jornada 15          | Jornada 15              | Jornada 15      | Jornada 15 | Jornada 15   | Jornada 15             | Jornada 15 | Jornada 15 |
| Local                 | Resultado  | Visitante           | Estadio                 | Fecha           | Hora       | Espectadores | Árbitro                | Amonestado | Expulsado  |
| --------------------- | ---------- | ------------------- | ----------------------- | --------------- | ---------- | ------------ | ---------------------- | ---------- | ---------- |
| R. C. D. Mallorca     | 2 – 1      | Valencia C. F.      | Mallorca Son Moix       | 29 de noviembre | 21:00      | 17 717       | Quintero González      | 2          | 0          |
| F. C. Barcelona       | 1 – 2      | U. D. Las Palmas    | Olímpico Lluís Companys | 30 de noviembre | 14:00      | 43 921       | Cordero Vega           | 0          | 0          |
| Deportivo Alavés      | 1 – 1      | C. D. Leganés       | Mendizorroza            | 30 de noviembre | 16:15      | 16 881       | Díaz de Mera Escuderos | 5          | 0          |
| R. C. D. Espanyol     | 3 – 1      | R. C. Celta de Vigo | RCDE Stadium            | 30 de noviembre | 18:30      | 23 792       | Sánchez Martínez       | 4          | 0          |
| Real Valladolid C. F. | 0 – 5      | Atlético de Madrid  | José Zorrilla           | 30 de noviembre | 21:00      | 23 482       | Cuadra Fernández       | 3          | 0          |
| Villarreal C. F.      | 2 – 2      | Girona F. C.        | La Cerámica             | 1 de diciembre  | 14:00      | 17 732       | Ortiz Arias            | 8          | 0          |
| Real Madrid C. F.     | 2 – 0      | Getafe C. F.        | Santiago Bernabéu       | 1 de diciembre  | 16:15      | 74 341       | Hernández Hernández    | 8          | 0          |
| Rayo Vallecano        | 1 – 2      | Athletic Club       | Estadio de Vallecas     | 1 de diciembre  | 18:30      | 13 639       | Melero López           | 3          | 0          |
| Real Sociedad         | 2 – 0      | Real Betis Balompié | Reale Arena             | 1 de diciembre  | 21:00      | 28 119       | Hernández Maeso        | 5          | 0          |
| Sevilla F. C.         | 1 – 1      | C. A. Osasuna       | Ramón Sánchez-Pizjuán   | 2 de diciembre  | 21:00      | 31 536       | Martínez Munuera       | 2          | 0          |

| Jornada 16          | Jornada 16 | Jornada 16            | Jornada 16               | Jornada 16     | Jornada 16 | Jornada 16   | Jornada 16             | Jornada 16 | Jornada 16 |
| Local               | Resultado  | Visitante             | Estadio                  | Fecha          | Hora       | Espectadores | Árbitro                | Amonestado | Expulsado  |
| ------------------- | ---------- | --------------------- | ------------------------ | -------------- | ---------- | ------------ | ---------------------- | ---------- | ---------- |
| R. C. Celta de Vigo | 2 – 0      | R. C. D. Mallorca     | Abanca-Balaídos          | 6 de diciembre | 21:00      | 22 861       | De Burgos Bengoetxea   | 1          | 1          |
| U. D. Las Palmas    | 2 – 1      | Real Valladolid C. F. | Estadio de Gran Canaria  | 7 de diciembre | 14:00      | 21 610       | Díaz de Mera Escuderos | 6          | 0          |
| Real Betis Balompié | 2 – 2      | F. C. Barcelona       | Benito Villamarín        | 7 de diciembre | 16:15      | 51 749       | Muñiz Ruiz             | 3          | 0          |
| Valencia C. F.      | 0 – 1      | Rayo Vallecano        | Mestalla                 | 7 de diciembre | 18:30      | 40 968       | Munuera Montero        | 4          | 0          |
| Girona F. C.        | 0 – 3      | Real Madrid C. F.     | Montilivi                | 7 de diciembre | 21:00      | 13 827       | Gil Manzano            | 5          | 0          |
| C. D. Leganés       | 0 – 3      | Real Sociedad         | Butarque                 | 8 de diciembre | 14:00      | 11 312       | González Fuertes       | 4          | 0          |
| Athletic Club       | 2 – 0      | Villarreal C. F.      | San Mamés                | 8 de diciembre | 16:15      | 47 203       | García Verdura         | 3          | 0          |
| C. A. Osasuna       | 2 – 2      | Deportivo Alavés      | El Sadar                 | 8 de diciembre | 18:30      | 18 220       | Soto Grado             | 8          | 0          |
| Atlético de Madrid  | 4 – 3      | Sevilla F. C.         | Riyadh Air Metropolitano | 8 de diciembre | 21:00      | 60 065       | Alberola Rojas         | 7          | 0          |
| Getafe C. F.        | 1 – 0      | R. C. D. Espanyol     | Coliseum                 | 9 de diciembre | 21:00      | 7 559        | Busquets Ferrer        | 9          | 0          |

| Jornada 17            | Jornada 17 | Jornada 17          | Jornada 17               | Jornada 17      | Jornada 17 | Jornada 17   | Jornada 17        | Jornada 17 | Jornada 17 |
| Local                 | Resultado  | Visitante           | Estadio                  | Fecha           | Hora       | Espectadores | Árbitro           | Amonestado | Expulsado  |
| --------------------- | ---------- | ------------------- | ------------------------ | --------------- | ---------- | ------------ | ----------------- | ---------- | ---------- |
| Real Valladolid C. F. | 1 – 0      | Valencia C. F.      | José Zorrilla            | 13 de diciembre | 21:00      | 18 449       | Ortiz Arias       | 6          | 1          |
| R. C. D. Espanyol     | 0 – 0      | C. A. Osasuna       | RCDE Stadium             | 14 de diciembre | 14:00      | 20 513       | Cordero Vega      | 4          | 0          |
| R. C. D. Mallorca     | 2 – 1      | Girona F. C.        | Mallorca Son Moix        | 14 de diciembre | 16:15      | 15 866       | Hernández Maeso   | 7          | 1          |
| Sevilla F. C.         | 1 – 0      | R. C. Celta de Vigo | Ramón Sánchez-Pizjuán    | 14 de diciembre | 18:30      | 37 295       | Gil Manzano       | 10         | 0          |
| Rayo Vallecano        | 3 – 3      | Real Madrid C. F.   | Estadio de Vallecas      | 14 de diciembre | 21:00      | 14 168       | Martínez Munuera  | 6          | 0          |
| Atlético de Madrid    | 1 – 0      | Getafe C. F.        | Riyadh Air Metropolitano | 15 de diciembre | 14:00      | 60 169       | Soto Grado        | 4          | 0          |
| Deportivo Alavés      | 1 – 1      | Athletic Club       | Mendizorroza             | 15 de diciembre | 16:15      | 19 239       | Sánchez Martínez  | 4          | 0          |
| Villarreal C. F.      | 1 – 2      | Real Betis Balompié | La Cerámica              | 15 de diciembre | 18:30      | 18 757       | Cuadra Fernández  | 9          | 1          |
| Real Sociedad         | 0 – 0      | U. D. Las Palmas    | Reale Arena              | 15 de diciembre | 18:30      | 30 775       | Melero López      | 5          | 0          |
| F. C. Barcelona       | 0 – 1      | C. D. Leganés       | Olímpico Lluís Companys  | 15 de diciembre | 21:00      | 39 523       | Quintero González | 2          | 0          |

| Jornada 18          | Jornada 18 | Jornada 18            | Jornada 18              | Jornada 18      | Jornada 18 | Jornada 18   | Jornada 18             | Jornada 18 | Jornada 18 |
| Local               | Resultado  | Visitante             | Estadio                 | Fecha           | Hora       | Espectadores | Árbitro                | Amonestado | Expulsado  |
| ------------------- | ---------- | --------------------- | ----------------------- | --------------- | ---------- | ------------ | ---------------------- | ---------- | ---------- |
| Girona F. C.        | 3 – 0      | Real Valladolid C. F. | Montilivi               | 20 de diciembre | 21:00      | 9 534        | González Fuertes       | 4          | 0          |
| Getafe C. F.        | 0 – 1      | R. C. D. Mallorca     | Coliseum                | 21 de diciembre | 14:00      | 9 747        | Munuera Montero        | 7          | 0          |
| R. C. Celta de Vigo | 2 – 0      | Real Sociedad         | Abanca-Balaídos         | 21 de diciembre | 16:15      | 22 956       | Busquets Ferrer        | 8          | 0          |
| C. A. Osasuna       | 1 – 2      | Athletic Club         | El Sadar                | 21 de diciembre | 18:30      | 22 030       | Quintero González      | 1          | 0          |
| F. C. Barcelona     | 1 – 2      | Atlético de Madrid    | Olímpico Lluís Companys | 21 de diciembre | 21:00      | 46 249       | De Burgos Bengoetxea   | 2          | 0          |
| Valencia C. F.      | 2 – 2      | Deportivo Alavés      | Mestalla                | 22 de diciembre | 14:00      | 37 586       | Alberola Rojas         | 3          | 0          |
| Real Madrid C. F.   | 4 – 2      | Sevilla F. C.         | Santiago Bernabéu       | 22 de diciembre | 16:15      | 75 227       | Díaz de Mera Escuderos | 3          | 0          |
| C. D. Leganés       | 2 – 5      | Villarreal C. F.      | Butarque                | 22 de diciembre | 18:30      | 11 024       | Soto Grado             | 3          | 2          |
| U. D. Las Palmas    | 1 – 0      | R. C. D. Espanyol     | Estadio de Gran Canaria | 22 de diciembre | 18:30      | 23 743       | Muñiz Ruiz             | 6          | 0          |
| Real Betis Balompié | 1 – 1      | Rayo Vallecano        | Benito Villamarín       | 22 de diciembre | 21:00      | 53 121       | García Verdura         | 4          | 0          |

| Jornada 19            | Jornada 19 | Jornada 19          | Jornada 19               | Jornada 19     | Jornada 19 | Jornada 19   | Jornada 19             | Jornada 19 | Jornada 19 |
| Local                 | Resultado  | Visitante           | Estadio                  | Fecha          | Hora       | Espectadores | Árbitro                | Amonestado | Expulsado  |
| --------------------- | ---------- | ------------------- | ------------------------ | -------------- | ---------- | ------------ | ---------------------- | ---------- | ---------- |
| R. C. D. Mallorca     | 1 – 5      | F. C. Barcelona     | Mallorca Son Moix        | 3 de diciembre | 19:00      | 22 532       | Gil Manzano            | 7          | 0          |
| Athletic Club         | 2 – 1      | Real Madrid C. F.   | San Mamés                | 4 de diciembre | 21:00      | 51 364       | Sánchez Martínez       | 6          | 0          |
| Rayo Vallecano        | 2 – 1      | R. C. Celta de Vigo | Estadio de Vallecas      | 10 de enero    | 21:00      | 12 955       | Cuadra Fernández       | 3          | 1          |
| Deportivo Alavés      | 0 – 1      | Girona F. C.        | Mendizorroza             | 11 de enero    | 14:00      | 16 454       | Busquets Ferrer        | 3          | 0          |
| Real Valladolid C. F. | 1 – 0      | Real Betis Balompié | José Zorrilla            | 11 de enero    | 16:15      | 21 911       | Cordero Vega           | 6          | 0          |
| R. C. D. Espanyol     | 1 – 1      | C. D. Leganés       | RCDE Stadium             | 11 de enero    | 18:30      | 26 606       | Martínez Munuera       | 4          | 1          |
| Sevilla F. C.         | 1 – 1      | Valencia C. F.      | Ramón Sánchez-Pizjuán    | 11 de enero    | 21:00      | 34 297       | Hernández Maeso        | 3          | 0          |
| U. D. Las Palmas      | 1 – 2      | Getafe C. F.        | Estadio de Gran Canaria  | 12 de enero    | 14:00      | 23 698       | Alberola Rojas         | 5          | 0          |
| Atlético de Madrid    | 1 – 0      | C. A. Osasuna       | Riyadh Air Metropolitano | 12 de enero    | 16:15      | 64 801       | Díaz de Mera Escuderos | 2          | 0          |
| Real Sociedad         | 1 – 0      | Villarreal C. F.    | Reale Arena              | 13 de enero    | 21:00      | 20 855       | Soto Grado             | 6          | 0          |

| Jornada 20          | Jornada 20 | Jornada 20            | Jornada 20        | Jornada 20  | Jornada 20 | Jornada 20   | Jornada 20           | Jornada 20 | Jornada 20 |
| Local               | Resultado  | Visitante             | Estadio           | Fecha       | Hora       | Espectadores | Árbitro              | Amonestado | Expulsado  |
| ------------------- | ---------- | --------------------- | ----------------- | ----------- | ---------- | ------------ | -------------------- | ---------- | ---------- |
| R. C. D. Espanyol   | 2 – 1      | Real Valladolid C. F. | RCDE Stadium      | 17 de enero | 21:00      | 23 554       | De Burgos Bengoetxea | 4          | 0          |
| Girona F. C.        | 1 – 2      | Sevilla F. C.         | Montilivi         | 18 de enero | 14:00      | 12 040       | Martínez Munuera     | 4          | 0          |
| C. D. Leganés       | 1 – 0      | Atlético de Madrid    | Butarque          | 18 de enero | 16:15      | 12 371       | Melero López         | 4          | 0          |
| Real Betis Balompié | 1 – 3      | Deportivo Alavés      | Benito Villamarín | 18 de enero | 18:30      | 50 021       | Hernández Hernández  | 9          | 1          |
| Getafe C. F.        | 1 – 1      | F. C. Barcelona       | Coliseum          | 18 de enero | 21:00      | 15 134       | González Fuertes     | 5          | 0          |
| R. C. Celta de Vigo | 1 – 2      | Athletic Club         | Abanca-Balaídos   | 19 de enero | 14:00      | 22 279       | Ortiz Arias          | 1          | 0          |
| Real Madrid C. F.   | 4 – 1      | U. D. Las Palmas      | Santiago Bernabéu | 19 de enero | 16:15      | 74 808       | Quintero González    | 1          | 1          |
| C. A. Osasuna       | 1 – 1      | Rayo Vallecano        | El Sadar          | 19 de enero | 18:30      | 20 770       | Muñiz Ruiz           | 5          | 0          |
| Valencia C. F.      | 1 – 0      | Real Sociedad         | Mestalla          | 19 de enero | 21:00      | 40 791       | García Verdura       | 7          | 0          |
| Villarreal C. F.    | 4 – 0      | R. C. D. Mallorca     | La Cerámica       | 20 de enero | 21:00      | 14 852       | Munuera Montero      | 4          | 0          |

| Jornada 21            | Jornada 21 | Jornada 21          | Jornada 21               | Jornada 21  | Jornada 21 | Jornada 21   | Jornada 21             | Jornada 21 | Jornada 21 |
| Local                 | Resultado  | Visitante           | Estadio                  | Fecha       | Hora       | Espectadores | Árbitro                | Amonestado | Expulsado  |
| --------------------- | ---------- | ------------------- | ------------------------ | ----------- | ---------- | ------------ | ---------------------- | ---------- | ---------- |
| U. D. Las Palmas      | 1 – 1      | C. A. Osasuna       | Estadio de Gran Canaria  | 24 de enero | 21:00      | 19 762       | Gil Manzano            | 13         | 1          |
| R. C. D. Mallorca     | 0 – 1      | Real Betis Balompié | Mallorca Son Moix        | 25 de enero | 14:00      | 19 452       | Alberola Rojas         | 4          | 1          |
| Atlético de Madrid    | 1 – 1      | Villarreal C. F.    | Riyadh Air Metropolitano | 25 de enero | 16:15      | 63 596       | Sánchez Martínez       | 6          | 0          |
| Sevilla F. C.         | 1 – 1      | R. C. D. Espanyol   | Ramón Sánchez-Pizjuán    | 25 de enero | 18:30      | 33 602       | Cordero Vega           | 5          | 0          |
| Real Valladolid C. F. | 0 – 3      | Real Madrid C. F.   | José Zorrilla            | 25 de enero | 21:00      | 26 025       | Busquets Ferrer        | 4          | 1          |
| Rayo Vallecano        | 2 – 1      | Girona F. C.        | Estadio de Vallecas      | 26 de enero | 14:00      | 12 405       | Díaz de Mera Escuderos | 4          | 0          |
| Real Sociedad         | 0 – 3      | Getafe C. F.        | Reale Arena              | 26 de enero | 16:15      | 30 004       | Cuadra Fernández       | 9          | 0          |
| Athletic Club         | 0 – 0      | C. D. Leganés       | San Mamés                | 26 de enero | 18:30      | 47 612       | Hernández Hernández    | 2          | 0          |
| F. C. Barcelona       | 7 – 1      | Valencia C. F.      | Olímpico Lluís Companys  | 26 de enero | 21:00      | 45 312       | Soto Grado             | 1          | 0          |
| Deportivo Alavés      | 1 – 1      | R. C. Celta de Vigo | Mendizorroza             | 27 de enero | 21:00      | 13 612       | Hernández Maeso        | 5          | 0          |

| Jornada 22          | Jornada 22 | Jornada 22            | Jornada 22               | Jornada 22   | Jornada 22 | Jornada 22   | Jornada 22             | Jornada 22 | Jornada 22 |
| Local               | Resultado  | Visitante             | Estadio                  | Fecha        | Hora       | Espectadores | Árbitro                | Amonestado | Expulsado  |
| ------------------- | ---------- | --------------------- | ------------------------ | ------------ | ---------- | ------------ | ---------------------- | ---------- | ---------- |
| C. D. Leganés       | 0 – 1      | Rayo Vallecano        | Butarque                 | 31 de enero  | 21:00      | 11 432       | Quintero González      | 6          | 1          |
| Getafe C. F.        | 0 – 0      | Sevilla F. C.         | Coliseum                 | 1 de febrero | 14:00      | 11 730       | De Burgos Bengoetxea   | 10         | 0          |
| Villarreal C. F.    | 5 – 1      | Real Valladolid C. F. | La Cerámica              | 1 de febrero | 16:15      | 17 032       | Díaz de Mera Escuderos | 3          | 0          |
| Atlético de Madrid  | 2 – 0      | R. C. D. Mallorca     | Riyadh Air Metropolitano | 1 de febrero | 18:30      | 60 710       | García Verdura         | 5          | 0          |
| R. C. D. Espanyol   | 1 – 0      | Real Madrid C. F.     | RCDE Stadium             | 1 de febrero | 21:00      | 33 669       | Muñiz Ruiz             | 2          | 0          |
| F. C. Barcelona     | 1 – 0      | Deportivo Alavés      | Olímpico Lluís Companys  | 2 de febrero | 14:00      | 42 900       | Munuera Montero        | 7          | 0          |
| Valencia C. F.      | 2 – 1      | R. C. Celta de Vigo   | Mestalla                 | 2 de febrero | 16:15      | 42 273       | González Fuertes       | 3          | 0          |
| C. A. Osasuna       | 2 – 1      | Real Sociedad         | El Sadar                 | 2 de febrero | 18:30      | 21 678       | Ortiz Arias            | 6          | 0          |
| Real Betis Balompié | 2 – 2      | Athletic Club         | Benito Villamarín        | 2 de febrero | 21:00      | 49 292       | Martínez Munuera       | 4          | 0          |
| Girona F. C.        | 2 – 1      | U. D. Las Palmas      | Montilivi                | 3 de febrero | 21:00      | 10 088       | Melero López           | 4          | 0          |

| Jornada 23          | Jornada 23 | Jornada 23            | Jornada 23              | Jornada 23    | Jornada 23 | Jornada 23   | Jornada 23             | Jornada 23 | Jornada 23 |
| Local               | Resultado  | Visitante             | Estadio                 | Fecha         | Hora       | Espectadores | Árbitro                | Amonestado | Expulsado  |
| ------------------- | ---------- | --------------------- | ----------------------- | ------------- | ---------- | ------------ | ---------------------- | ---------- | ---------- |
| Rayo Vallecano      | 1 – 0      | Real Valladolid C. F. | Estadio de Vallecas     | 7 de febrero  | 21:00      | 12 286       | Gil Manzano            | 4          | 0          |
| R. C. Celta de Vigo | 3 – 2      | Real Betis Balompié   | Abanca-Balaídos         | 8 de febrero  | 14:00      | 22 651       | Busquets Ferrer        | 8          | 0          |
| Athletic Club       | 3 – 0      | Girona F. C.          | San Mamés               | 8 de febrero  | 16:15      | 48 261       | Sánchez Martínez       | 4          | 0          |
| U. D. Las Palmas    | 1 – 2      | Villarreal C. F.      | Estadio de Gran Canaria | 8 de febrero  | 18:30      | 22 909       | Hernández Maeso        | 10         | 0          |
| Real Madrid C. F.   | 1 – 1      | Atlético de Madrid    | Santiago Bernabéu       | 8 de febrero  | 21:00      | 78 082       | Soto Grado             | 4          | 0          |
| Deportivo Alavés    | 0 – 1      | Getafe C. F.          | Mendizorroza            | 9 de febrero  | 14:00      | 16 236       | Díaz de Mera Escuderos | 9          | 0          |
| Valencia C. F.      | 2 – 0      | C. D. Leganés         | Mestalla                | 9 de febrero  | 16:15      | 42 314       | Cuadra Fernández       | 2          | 0          |
| Real Sociedad       | 2 – 1      | R. C. D. Espanyol     | Reale Arena             | 9 de febrero  | 18:30      | 29 478       | Alberola Rojas         | 3          | 0          |
| Sevilla F. C.       | 1 – 4      | F. C. Barcelona       | Ramón Sánchez-Pizjuán   | 9 de febrero  | 21:00      | 38 592       | Hernández Hernández    | 7          | 1          |
| R. C. D. Mallorca   | 1 – 1      | C. A. Osasuna         | Mallorca Son Moix       | 10 de febrero | 21:00      | 15 378       | Cordero Vega           | 5          | 0          |

| Jornada 24            | Jornada 24 | Jornada 24          | Jornada 24               | Jornada 24    | Jornada 24 | Jornada 24   | Jornada 24           | Jornada 24 | Jornada 24 |
| Local                 | Resultado  | Visitante           | Estadio                  | Fecha         | Hora       | Espectadores | Árbitro              | Amonestado | Expulsado  |
| --------------------- | ---------- | ------------------- | ------------------------ | ------------- | ---------- | ------------ | -------------------- | ---------- | ---------- |
| Girona F. C.          | 1 – 2      | Getafe C. F.        | Montilivi                | 14 de febrero | 21:00      | 10 354       | Quintero González    | 5          | 1          |
| C. D. Leganés         | 3 – 3      | Deportivo Alavés    | Butarque                 | 15 de febrero | 14:00      | 10 681       | González Fuertes     | 9          | 1          |
| C. A. Osasuna         | 1 – 1      | Real Madrid C. F.   | El Sadar                 | 15 de febrero | 16:15      | 22 390       | Munuera Montero      | 4          | 1          |
| Atlético de Madrid    | 1 – 1      | R. C. Celta de Vigo | Riyadh Air Metropolitano | 15 de febrero | 18:30      | 64 211       | Martínez Munuera     | 8          | 1          |
| Villarreal C. F.      | 1 – 1      | Valencia C. F.      | La Cerámica              | 15 de febrero | 21:00      | 19 701       | De Burgos Bengoetxea | 5          | 0          |
| R. C. D. Espanyol     | 1 – 1      | Athletic Club       | RCDE Stadium             | 16 de febrero | 14:00      | 26 645       | Cuadra Fernández     | 2          | 0          |
| Real Valladolid C. F. | 0 – 4      | Sevilla F. C.       | José Zorrilla            | 16 de febrero | 16:15      | 22 123       | Alberola Rojas       | 6          | 0          |
| R. C. D. Mallorca     | 3 – 1      | U. D. Las Palmas    | Mallorca Son Moix        | 16 de febrero | 18:30      | 18 475       | Ortiz Arias          | 5          | 0          |
| Real Betis Balompié   | 3 – 0      | Real Sociedad       | Benito Villamarín        | 16 de febrero | 21:00      | 48 758       | Gil Manzano          | 2          | 2          |
| F. C. Barcelona       | 1 – 0      | Rayo Vallecano      | Olímpico Lluís Companys  | 17 de febrero | 21:00      | 45 296       | Melero López         | 5          | 0          |

| Jornada 25          | Jornada 25 | Jornada 25            | Jornada 25              | Jornada 25    | Jornada 25 | Jornada 25   | Jornada 25       | Jornada 25 | Jornada 25 |
| Local               | Resultado  | Visitante             | Estadio                 | Fecha         | Hora       | Espectadores | Árbitro          | Amonestado | Expulsado  |
| ------------------- | ---------- | --------------------- | ----------------------- | ------------- | ---------- | ------------ | ---------------- | ---------- | ---------- |
| R. C. Celta de Vigo | 1 – 0      | C. A. Osasuna         | Abanca-Balaídos         | 21 de febrero | 21:00      | 22 005       | Sánchez Martínez | 1          | 0          |
| Deportivo Alavés    | 0 – 1      | R. C. D. Espanyol     | Mendizorroza            | 22 de febrero | 14:00      | 17 068       | Pulido Santana   | 4          | 0          |
| Rayo Vallecano      | 0 – 1      | Villarreal C. F.      | Estadio de Vallecas     | 22 de febrero | 16:15      | 13 373       | García Verdura   | 5          | 1          |
| Valencia C. F.      | 0 – 3      | Atlético de Madrid    | Mestalla                | 22 de febrero | 18:30      | 46 297       | Busquets Ferrer  | 4          | 0          |
| U. D. Las Palmas    | 0 – 2      | F. C. Barcelona       | Estadio de Gran Canaria | 22 de febrero | 21:00      | 30 746       | Cordero Vega     | 2          | 0          |
| Athletic Club       | 7 – 1      | Real Valladolid C. F. | San Mamés               | 23 de febrero | 14:00      | 47 715       | Soto Grado       | 5          | 0          |
| Real Madrid C. F.   | 2 – 0      | Girona F. C.          | Santiago Bernabéu       | 23 de febrero | 16:15      | 74 028       | Cuadra Fernández | 2          | 0          |
| Getafe C. F.        | 1 – 2      | Real Betis Balompié   | Coliseum                | 23 de febrero | 18:30      | 13 964       | Alberola Rojas   | 1          | 2          |
| Real Sociedad       | 3 – 0      | C. D. Leganés         | Reale Arena             | 23 de febrero | 21:00      | 22 533       | Hernández Maeso  | 6          | 0          |
| Sevilla F. C.       | 1 – 1      | R. C. D. Mallorca     | Ramón Sánchez-Pizjuán   | 24 de febrero | 21:00      | 35 424       | Muñiz Ruiz       | 5          | 0          |

| Jornada 26            | Jornada 26 | Jornada 26          | Jornada 26               | Jornada 26    | Jornada 26 | Jornada 26   | Jornada 26           | Jornada 26 | Jornada 26 |
| Local                 | Resultado  | Visitante           | Estadio                  | Fecha         | Hora       | Espectadores | Árbitro              | Amonestado | Expulsado  |
| --------------------- | ---------- | ------------------- | ------------------------ | ------------- | ---------- | ------------ | -------------------- | ---------- | ---------- |
| Real Valladolid C. F. | 1 – 1      | U. D. Las Palmas    | José Zorrilla            | 28 de febrero | 21:00      | 16 024       | De Burgos Bengoetxea | 3          | 1          |
| Girona F. C.          | 2 – 2      | R. C. Celta de Vigo | Montilivi                | 1 de marzo    | 14:00      | 11 449       | Ortiz Arias          | 0          | 0          |
| Rayo Vallecano        | 1 – 1      | Sevilla F. C.       | Estadio de Vallecas      | 1 de marzo    | 16:15      | 11 947       | González Fuertes     | 1          | 0          |
| Real Betis Balompié   | 2 – 1      | Real Madrid C. F.   | Benito Villamarín        | 1 de marzo    | 18:30      | 55 873       | Hernández Hernández  | 7          | 0          |
| Atlético de Madrid    | 1 – 0      | Athletic Club       | Riyadh Air Metropolitano | 1 de marzo    | 21:00      | 63 810       | Gil Manzano          | 5          | 0          |
| C. D. Leganés         | 1 – 0      | Getafe C. F.        | Butarque                 | 2 de marzo    | 14:00      | 10 311       | Muñiz Ruiz           | 2          | 0          |
| F. C. Barcelona       | 4 – 0      | Real Sociedad       | Olímpico Lluís Companys  | 2 de marzo    | 16:15      | 46 324       | Quintero González    | 0          | 1          |
| R. C. D. Mallorca     | 1 – 1      | Deportivo Alavés    | Mallorca Son Moix        | 2 de marzo    | 18:30      | 17 702       | Soto Grado           | 2          | 0          |
| C. A. Osasuna         | 3 – 3      | Valencia C. F.      | El Sadar                 | 2 de marzo    | 21:00      | 19 230       | Melero López         | 3          | 0          |
| Villarreal C. F.      | 1 – 0      | R. C. D. Espanyol   | La Cerámica              | 27 de abril   | 16:15      | 17 236       | Munuera Montero      | 4          | 0          |

| Jornada 27          | Jornada 27 | Jornada 27            | Jornada 27              | Jornada 27  | Jornada 27 | Jornada 27   | Jornada 27             | Jornada 27 | Jornada 27 |
| Local               | Resultado  | Visitante             | Estadio                 | Fecha       | Hora       | Espectadores | Árbitro                | Amonestado | Expulsado  |
| ------------------- | ---------- | --------------------- | ----------------------- | ----------- | ---------- | ------------ | ---------------------- | ---------- | ---------- |
| R. C. Celta de Vigo | 2 – 1      | C. D. Leganés         | Abanca-Balaídos         | 8 de marzo  | 14:00      | 17 326       | Díaz de Mera Escuderos | 5          | 0          |
| Deportivo Alavés    | 1 – 0      | Villarreal C. F.      | Mendizorroza            | 8 de marzo  | 16:15      | 16 582       | Ortiz Arias            | 3          | 2          |
| Valencia C. F.      | 2 – 1      | Real Valladolid C. F. | Mestalla                | 8 de marzo  | 18:30      | 41 720       | Pulido Santana         | 4          | 0          |
| Getafe C. F.        | 2 – 1      | Atlético de Madrid    | Coliseum                | 9 de marzo  | 14:00      | 12 862       | Cuadra Fernández       | 8          | 1          |
| Real Madrid C. F.   | 2 – 1      | Rayo Vallecano        | Santiago Bernabéu       | 9 de marzo  | 16:15      | 74 170       | Hernández Maeso        | 4          | 0          |
| Real Betis Balompié | 1 – 0      | U. D. Las Palmas      | Benito Villamarín       | 9 de marzo  | 18:30      | 49 292       | Sánchez Martínez       | 8          | 1          |
| Athletic Club       | 1 – 1      | R. C. D. Mallorca     | San Mamés               | 9 de marzo  | 18:30      | 48 203       | Hernández Hernández    | 4          | 0          |
| Real Sociedad       | 0 – 1      | Sevilla F. C.         | Reale Arena             | 9 de marzo  | 21:00      | 25 478       | García Verdura         | 3          | 0          |
| R. C. D. Espanyol   | 1 – 1      | Girona F. C.          | RCDE Stadium            | 10 de marzo | 21:00      | 23 997       | Cordero Vega           | 6          | 0          |
| F. C. Barcelona     | 3 – 0      | C. A. Osasuna         | Olímpico Lluís Companys | 27 de marzo | 21:00      | 42 319       | Busquets Ferrer        | 4          | 0          |

| Jornada 28            | Jornada 28 | Jornada 28          | Jornada 28               | Jornada 28  | Jornada 28 | Jornada 28   | Jornada 28           | Jornada 28 | Jornada 28 |
| Local                 | Resultado  | Visitante           | Estadio                  | Fecha       | Hora       | Espectadores | Árbitro              | Amonestado | Expulsado  |
| --------------------- | ---------- | ------------------- | ------------------------ | ----------- | ---------- | ------------ | -------------------- | ---------- | ---------- |
| U. D. Las Palmas      | 2 – 2      | Deportivo Alavés    | Estadio de Gran Canaria  | 14 de marzo | 21:00      | 17 566       | Melero López         | 9          | 0          |
| Real Valladolid C. F. | 0 – 1      | R. C. Celta de Vigo | José Zorrilla            | 15 de marzo | 14:00      | 17 521       | García Verdura       | 6          | 0          |
| R. C. D. Mallorca     | 2 – 1      | R. C. D. Espanyol   | Mallorca Son Moix        | 15 de marzo | 16:15      | 18 240       | Quintero González    | 2          | 0          |
| Villarreal C. F.      | 1 – 2      | Real Madrid C. F.   | La Cerámica              | 15 de marzo | 18:30      | 20 559       | Gil Manzano          | 3          | 0          |
| Girona F. C.          | 1 – 1      | Valencia C. F.      | Montilivi                | 15 de marzo | 21:00      | 10 262       | Munuera Montero      | 3          | 0          |
| C. D. Leganés         | 2 – 3      | Real Betis Balompié | Butarque                 | 16 de marzo | 14:00      | 11 691       | Soto Grado           | 3          | 0          |
| Sevilla F. C.         | 0 – 1      | Athletic Club       | Ramón Sánchez-Pizjuán    | 16 de marzo | 16:15      | 37 016       | Pulido Santana       | 6          | 0          |
| Rayo Vallecano        | 2 – 2      | Real Sociedad       | Estadio de Vallecas      | 16 de marzo | 18:30      | 12 364       | Muñiz Ruiz           | 5          | 0          |
| C. A. Osasuna         | 1 – 2      | Getafe C. F.        | El Sadar                 | 16 de marzo | 18:30      | 19 611       | Hernández Hernández  | 4          | 1          |
| Atlético de Madrid    | 2 – 4      | F. C. Barcelona     | Riyadh Air Metropolitano | 16 de marzo | 21:00      | 67 602       | De Burgos Bengoetxea | 4          | 0          |

| Jornada 29          | Jornada 29 | Jornada 29            | Jornada 29              | Jornada 29  | Jornada 29 | Jornada 29   | Jornada 29             | Jornada 29 | Jornada 29 |
| Local               | Resultado  | Visitante             | Estadio                 | Fecha       | Hora       | Espectadores | Árbitro                | Amonestado | Expulsado  |
| ------------------- | ---------- | --------------------- | ----------------------- | ----------- | ---------- | ------------ | ---------------------- | ---------- | ---------- |
| Real Sociedad       | 2 – 1      | Real Valladolid C. F. | Reale Arena             | 29 de marzo | 14:00      | 28 151       | Cordero Vega           | 5          | 0          |
| R. C. D. Espanyol   | 1 – 1      | Atlético de Madrid    | RCDE Stadium            | 29 de marzo | 16:15      | 30 559       | Alberola Rojas         | 3          | 0          |
| Deportivo Alavés    | 0 – 2      | Rayo Vallecano        | Mendizorroza            | 29 de marzo | 18:30      | 18 336       | Munuera Montero        | 8          | 0          |
| Real Madrid C. F.   | 3 – 2      | C. D. Leganés         | Santiago Bernabéu       | 29 de marzo | 21:00      | 73 641       | González Fuertes       | 5          | 0          |
| Getafe C. F.        | 1 – 2      | Villarreal C. F.      | Coliseum                | 30 de marzo | 14:00      | 11 406       | Díaz de Mera Escuderos | 5          | 0          |
| F. C. Barcelona     | 4 – 1      | Girona F. C.          | Olímpico Lluís Companys | 30 de marzo | 16:15      | 48 258       | Pulido Santana         | 1          | 0          |
| Valencia C. F.      | 1 – 0      | R. C. D. Mallorca     | Mestalla                | 30 de marzo | 18:30      | 44 082       | Hernández Maeso        | 10         | 0          |
| Athletic Club       | 0 – 0      | C. A. Osasuna         | San Mamés               | 30 de marzo | 18:30      | 49 671       | Cuadra Fernández       | 2          | 0          |
| Real Betis Balompié | 2 – 1      | Sevilla F. C.         | Benito Villamarín       | 30 de marzo | 21:00      | 58 538       | Busquets Ferrer        | 7          | 0          |
| R. C. Celta de Vigo | 1 – 1      | U. D. Las Palmas      | Abanca-Balaídos         | 31 de marzo | 21:00      | 18 549       | Martínez Munuera       | 3          | 0          |

| Jornada 30            | Jornada 30 | Jornada 30          | Jornada 30              | Jornada 30 | Jornada 30 | Jornada 30   | Jornada 30           | Jornada 30 | Jornada 30 |
| Local                 | Resultado  | Visitante           | Estadio                 | Fecha      | Hora       | Espectadores | Árbitro              | Amonestado | Expulsado  |
| --------------------- | ---------- | ------------------- | ----------------------- | ---------- | ---------- | ------------ | -------------------- | ---------- | ---------- |
| Rayo Vallecano        | 0 – 4      | R. C. D. Espanyol   | Estadio de Vallecas     | 4 de abril | 21:00      | 11 905       | Hernández Hernández  | 4          | 0          |
| Girona F. C.          | 0 – 1      | Deportivo Alavés    | Montilivi               | 5 de abril | 14:00      | 11 384       | Muñiz Ruiz           | 6          | 0          |
| Real Madrid C. F.     | 1 – 2      | Valencia C. F.      | Santiago Bernabéu       | 5 de abril | 16:15      | 75 382       | Cuadra Fernández     | 4          | 0          |
| R. C. D. Mallorca     | 1 – 2      | R. C. Celta de Vigo | Mallorca Son Moix       | 5 de abril | 18:30      | 18 291       | De Burgos Bengoetxea | 3          | 0          |
| F. C. Barcelona       | 1 – 1      | Real Betis Balompié | Olímpico Lluís Companys | 5 de abril | 21:00      | 47 043       | Gil Manzano          | 3          | 0          |
| U. D. Las Palmas      | 1 – 3      | Real Sociedad       | Estadio de Gran Canaria | 6 de abril | 14:00      | 22 616       | Ortiz Arias          | 2          | 0          |
| Sevilla F. C.         | 1 – 2      | Atlético de Madrid  | Ramón Sánchez-Pizjuán   | 6 de abril | 16:15      | 34 505       | Soto Grado           | 5          | 0          |
| Real Valladolid C. F. | 0 – 4      | Getafe C. F.        | José Zorrilla           | 6 de abril | 18:30      | 17 737       | Quintero González    | 4          | 1          |
| Villarreal C. F.      | 0 – 0      | Athletic Club       | La Cerámica             | 6 de abril | 21:00      | 19 158       | Melero López         | 1          | 1          |
| C. D. Leganés         | 1 – 1      | C. A. Osasuna       | Butarque                | 7 de abril | 21:00      | 10 755       | García Verdura       | 6          | 0          |

| Jornada 31          | Jornada 31 | Jornada 31            | Jornada 31               | Jornada 31  | Jornada 31 | Jornada 31   | Jornada 31             | Jornada 31 | Jornada 31 |
| Local               | Resultado  | Visitante             | Estadio                  | Fecha       | Hora       | Espectadores | Árbitro                | Amonestado | Expulsado  |
| ------------------- | ---------- | --------------------- | ------------------------ | ----------- | ---------- | ------------ | ---------------------- | ---------- | ---------- |
| Valencia C. F.      | 1 – 0      | Sevilla F. C.         | Mestalla                 | 11 de abril | 21:00      | 45 618       | Sánchez Martínez       | 5          | 0          |
| Real Sociedad       | 0 – 2      | R. C. D. Mallorca     | Reale Arena              | 12 de abril | 14:00      | 29 181       | Munuera Montero        | 4          | 0          |
| Getafe C. F.        | 1 – 3      | U. D. Las Palmas      | Coliseum                 | 12 de abril | 16:15      | 8 370        | Alberola Rojas         | 1          | 2          |
| R. C. Celta de Vigo | 0 – 2      | R. C. D. Espanyol     | Abanca-Balaídos          | 12 de abril | 18:30      | 19 801       | Busquets Ferrer        | 4          | 0          |
| C. D. Leganés       | 0 – 1      | F. C. Barcelona       | Butarque                 | 12 de abril | 21:00      | 12 530       | Hernández Maeso        | 3          | 0          |
| C. A. Osasuna       | 2 – 1      | Girona F. C.          | El Sadar                 | 13 de abril | 14:00      | 20 260       | González Fuertes       | 3          | 0          |
| Deportivo Alavés    | 0 – 1      | Real Madrid C. F.     | Mendizorroza             | 13 de abril | 16:15      | 19 438       | Soto Grado             | 8          | 2          |
| Real Betis Balompié | 1 – 2      | Villarreal C. F.      | Benito Villamarín        | 13 de abril | 18:30      | 54 778       | Pulido Santana         | 4          | 0          |
| Athletic Club       | 3 – 1      | Rayo Vallecano        | San Mamés                | 13 de abril | 21:00      | 47 584       | Cordero Vega           | 7          | 0          |
| Atlético de Madrid  | 4 – 2      | Real Valladolid C. F. | Riyadh Air Metropolitano | 14 de abril | 21:00      | 55 936       | Díaz de Mera Escuderos | 2          | 0          |

| Jornada 32            | Jornada 32 | Jornada 32          | Jornada 32              | Jornada 32  | Jornada 32 | Jornada 32   | Jornada 32           | Jornada 32 | Jornada 32 |
| Local                 | Resultado  | Visitante           | Estadio                 | Fecha       | Hora       | Espectadores | Árbitro              | Amonestado | Expulsado  |
| --------------------- | ---------- | ------------------- | ----------------------- | ----------- | ---------- | ------------ | -------------------- | ---------- | ---------- |
| R. C. D. Espanyol     | 1 – 0      | Getafe C. F.        | RCDE Stadium            | 18 de abril | 21:00      | 25 003       | De Burgos Bengoetxea | 2          | 1          |
| Rayo Vallecano        | 1 – 1      | Valencia C. F.      | Estadio de Vallecas     | 19 de abril | 14:00      | 11 308       | Quintero González    | 4          | 0          |
| F. C. Barcelona       | 4 – 3      | R. C. Celta de Vigo | Olímpico Lluís Companys | 19 de abril | 16:15      | 48 569       | Melero López         | 4          | 0          |
| R. C. D. Mallorca     | 0 – 0      | C. D. Leganés       | Mallorca Son Moix       | 19 de abril | 18:30      | 17 404       | Muñiz Ruiz           | 3          | 0          |
| U. D. Las Palmas      | 1 – 0      | Atlético de Madrid  | Estadio de Gran Canaria | 19 de abril | 21:00      | 27 154       | García Verdura       | 4          | 0          |
| Real Valladolid C. F. | 2 – 3      | C. A. Osasuna       | José Zorrilla           | 20 de abril | 14:00      | 12 230       | Gil Manzano          | 2          | 0          |
| Villarreal C. F.      | 2 – 2      | Real Sociedad       | La Cerámica             | 20 de abril | 16:15      | 17 620       | Cuadra Fernández     | 5          | 0          |
| Sevilla F. C.         | 1 – 1      | Deportivo Alavés    | Ramón Sánchez-Pizjuán   | 20 de abril | 18:30      | 36 436       | Ortiz Arias          | 4          | 0          |
| Real Madrid C. F.     | 1 – 0      | Athletic Club       | Santiago Bernabéu       | 20 de abril | 21:00      | 72 535       | Martínez Munuera     | 3          | 0          |
| Girona F. C.          | 1 – 3      | Real Betis Balompié | Montilivi               | 21 de abril | 21:00      | 12 535       | Hernández Hernández  | 5          | 0          |

| Jornada 33          | Jornada 33 | Jornada 33            | Jornada 33               | Jornada 33  | Jornada 33 | Jornada 33   | Jornada 33             | Jornada 33 | Jornada 33 |
| Local               | Resultado  | Visitante             | Estadio                  | Fecha       | Hora       | Espectadores | Árbitro                | Amonestado | Expulsado  |
| ------------------- | ---------- | --------------------- | ------------------------ | ----------- | ---------- | ------------ | ---------------------- | ---------- | ---------- |
| Valencia C. F.      | 1 – 1      | R. C. D. Espanyol     | Mestalla                 | 22 de abril | 19:00      | 42 448       | Pulido Santana         | 3          | 0          |
| F. C. Barcelona     | 1 – 0      | R. C. D. Mallorca     | Olímpico Lluís Companys  | 22 de abril | 21:30      | 45 602       | Ortiz Arias            | 1          | 0          |
| Athletic Club       | 1 – 0      | U. D. Las Palmas      | San Mamés                | 23 de abril | 19:00      | 47 724       | Alberola Rojas         | 4          | 0          |
| R. C. Celta de Vigo | 3 – 0      | Villarreal C. F.      | Abanca-Balaídos          | 23 de abril | 19:00      | 19 324       | Díaz de Mera Escuderos | 3          | 1          |
| Getafe C. F.        | 0 – 1      | Real Madrid C. F.     | Coliseum                 | 23 de abril | 21:30      | 15 184       | Sánchez Martínez       | 4          | 0          |
| Deportivo Alavés    | 1 – 0      | Real Sociedad         | Mendizorroza             | 23 de abril | 21:30      | 17 049       | Busquets Ferrer        | 9          | 0          |
| C. A. Osasuna       | 1 – 0      | Sevilla F. C.         | El Sadar                 | 24 de abril | 19:00      | 20 555       | Cordero Vega           | 6          | 1          |
| C. D. Leganés       | 1 – 1      | Girona F. C.          | Butarque                 | 24 de abril | 19:00      | 11 595       | Munuera Montero        | 6          | 1          |
| Real Betis Balompié | 5 – 1      | Real Valladolid C. F. | Benito Villamarín        | 24 de abril | 21:30      | 46 458       | Hernández Maeso        | 1          | 0          |
| Atlético de Madrid  | 3 – 0      | Rayo Vallecano        | Riyadh Air Metropolitano | 24 de abril | 21:30      | 49 410       | González Fuertes       | 2          | 0          |

| Jornada 34            | Jornada 34 | Jornada 34          | Jornada 34              | Jornada 34 | Jornada 34 | Jornada 34   | Jornada 34           | Jornada 34 | Jornada 34 |
| Local                 | Resultado  | Visitante           | Estadio                 | Fecha      | Hora       | Espectadores | Árbitro              | Amonestado | Expulsado  |
| --------------------- | ---------- | ------------------- | ----------------------- | ---------- | ---------- | ------------ | -------------------- | ---------- | ---------- |
| Rayo Vallecano        | 1 – 0      | Getafe C. F.        | Estadio de Vallecas     | 2 de mayo  | 21:00      | 11 648       | García Verdura       | 5          | 1          |
| Deportivo Alavés      | 0 – 0      | Atlético de Madrid  | Mendizorroza            | 3 de mayo  | 14:00      | 18 117       | Martínez Munuera     | 5          | 0          |
| Villarreal C. F.      | 4 – 2      | C. A. Osasuna       | La Cerámica             | 3 de mayo  | 16:15      | 17 147       | Quintero González    | 5          | 0          |
| U. D. Las Palmas      | 2 – 3      | Valencia C. F.      | Estadio de Gran Canaria | 3 de mayo  | 18:30      | 24 942       | De Burgos Bengoetxea | 2          | 0          |
| Real Valladolid C. F. | 1 – 2      | F. C. Barcelona     | José Zorrilla           | 3 de mayo  | 21:00      | 23 967       | Muñiz Ruiz           | 5          | 0          |
| Real Madrid C. F.     | 3 – 2      | R. C. Celta de Vigo | Santiago Bernabéu       | 4 de mayo  | 14:00      | 67 661       | Gil Manzano          | 3          | 0          |
| Sevilla F. C.         | 2 – 2      | C. D. Leganés       | Ramón Sánchez-Pizjuán   | 4 de mayo  | 16:15      | 35 495       | Hernández Hernández  | 9          | 0          |
| R. C. D. Espanyol     | 1 – 2      | Real Betis Balompié | RCDE Stadium            | 4 de mayo  | 18:30      | 29 126       | Cuadra Fernández     | 2          | 0          |
| Real Sociedad         | 0 – 0      | Athletic Club       | Reale Arena             | 4 de mayo  | 21:00      | 36 058       | Soto Grado           | 3          | 0          |
| Girona F. C.          | 1 – 0      | R. C. D. Mallorca   | Montilivi               | 5 de mayo  | 21:00      | 7 721        | Melero López         | 2          | 0          |

| Jornada 35          | Jornada 35 | Jornada 35            | Jornada 35               | Jornada 35 | Jornada 35 | Jornada 35   | Jornada 35             | Jornada 35 | Jornada 35 |
| Local               | Resultado  | Visitante             | Estadio                  | Fecha      | Hora       | Espectadores | Árbitro                | Amonestado | Expulsado  |
| ------------------- | ---------- | --------------------- | ------------------------ | ---------- | ---------- | ------------ | ---------------------- | ---------- | ---------- |
| U. D. Las Palmas    | 0 – 1      | Rayo Vallecano        | Estadio de Gran Canaria  | 9 de mayo  | 21:00      | 20 577       | Hernández Maeso        | 5          | 0          |
| Valencia C. F.      | 3 – 0      | Getafe C. F.          | Mestalla                 | 10 de mayo | 14:00      | 43 357       | Cordero Vega           | 8          | 0          |
| R. C. Celta de Vigo | 3 – 2      | Sevilla F. C.         | Abanca-Balaídos          | 10 de mayo | 16:15      | 20 281       | González Fuertes       | 2          | 1          |
| Girona F. C.        | 0 – 1      | Villarreal C. F.      | Montilivi                | 10 de mayo | 18:30      | 12 011       | Díaz de Mera Escuderos | 5          | 0          |
| R. C. D. Mallorca   | 2 – 1      | Real Valladolid C. F. | Mallorca Son Moix        | 10 de mayo | 18:30      | 16 018       | Pulido Santana         | 3          | 0          |
| Atlético de Madrid  | 4 – 0      | Real Sociedad         | Riyadh Air Metropolitano | 10 de mayo | 21:00      | 59 612       | Sánchez Martínez       | 1          | 0          |
| C. D. Leganés       | 3 – 2      | R. C. D. Espanyol     | Butarque                 | 11 de mayo | 14:00      | 11 669       | Alberola Rojas         | 4          | 0          |
| F. C. Barcelona     | 4 – 3      | Real Madrid C. F.     | Olímpico Lluís Companys  | 11 de mayo | 16:15      | 50 319       | Hernández Hernández    | 7          | 0          |
| Athletic Club       | 1 – 0      | Deportivo Alavés      | San Mamés                | 11 de mayo | 18:30      | 47 947       | Munuera Montero        | 2          | 0          |
| Real Betis Balompié | 1 – 1      | C. A. Osasuna         | Benito Villamarín        | 11 de mayo | 21:00      | 52 839       | Ortiz Arias            | 5          | 0          |

| Jornada 36            | Jornada 36 | Jornada 36          | Jornada 36            | Jornada 36 | Jornada 36 | Jornada 36   | Jornada 36           | Jornada 36 | Jornada 36 |
| Local                 | Resultado  | Visitante           | Estadio               | Fecha      | Hora       | Espectadores | Árbitro              | Amonestado | Expulsado  |
| --------------------- | ---------- | ------------------- | --------------------- | ---------- | ---------- | ------------ | -------------------- | ---------- | ---------- |
| Real Valladolid C. F. | 0 – 1      | Girona F. C.        | José Zorrilla         | 13 de mayo | 19:00      | 12 664       | Quintero González    | 0          | 0          |
| Real Sociedad         | 0 – 1      | R. C. Celta de Vigo | Reale Arena           | 13 de mayo | 20:00      | 25 124       | García Verdura       | 4          | 0          |
| Sevilla F. C.         | 1 – 0      | U. D. Las Palmas    | Ramón Sánchez-Pizjuán | 13 de mayo | 21:30      | 37 078       | Martínez Munuera     | 12         | 0          |
| Deportivo Alavés      | 1 – 0      | Valencia C. F.      | Mendizorroza          | 14 de mayo | 19:00      | 17 626       | Gil Manzano          | 7          | 0          |
| Villarreal C. F.      | 3 – 0      | C. D. Leganés       | La Cerámica           | 14 de mayo | 19:00      | 17 067       | De Burgos Bengoetxea | 2          | 0          |
| Real Madrid C. F.     | 2 – 1      | R. C. D. Mallorca   | Santiago Bernabéu     | 14 de mayo | 21:30      | 60 753       | Alberola Rojas       | 3          | 0          |
| C. A. Osasuna         | 2 – 0      | Atlético de Madrid  | El Sadar              | 15 de mayo | 19:00      | 21 171       | Melero López         | 2          | 0          |
| Rayo Vallecano        | 2 – 2      | Real Betis Balompié | Estadio de Vallecas   | 15 de mayo | 19:00      | 13 480       | González Fuertes     | 4          | 0          |
| R. C. D. Espanyol     | 0 – 2      | F. C. Barcelona (C) | RCDE Stadium          | 15 de mayo | 21:30      | 34 283       | Soto Grado           | 4          | 1          |
| Getafe C. F.          | 0 – 2      | Athletic Club       | Coliseum              | 15 de mayo | 21:30      | 11 564       | Cuadra Fernández     | 1          | 0          |

| Jornada 37            | Jornada 37 | Jornada 37          | Jornada 37               | Jornada 37 | Jornada 37 | Jornada 37   | Jornada 37             | Jornada 37 | Jornada 37 |
| Local                 | Resultado  | Visitante           | Estadio                  | Fecha      | Hora       | Espectadores | Árbitro                | Amonestado | Expulsado  |
| --------------------- | ---------- | ------------------- | ------------------------ | ---------- | ---------- | ------------ | ---------------------- | ---------- | ---------- |
| Atlético de Madrid    | 4 – 1      | Real Betis Balompié | Riyadh Air Metropolitano | 18 de mayo | 19:00      | 62 269       | Cordero Vega           | 2          | 0          |
| F. C. Barcelona       | 2 – 3      | Villarreal C. F.    | Olímpico Lluís Companys  | 18 de mayo | 19:00      | 49 558       | Munuera Montero        | 2          | 0          |
| R. C. Celta de Vigo   | 1 – 2      | Rayo Vallecano      | Abanca-Balaídos          | 18 de mayo | 19:00      | 21 482       | Pulido Santana         | 5          | 0          |
| Valencia C. F.        | 0 – 1      | Athletic Club       | Mestalla                 | 18 de mayo | 19:00      | 45 641       | Muñiz Ruiz             | 4          | 0          |
| R. C. D. Mallorca     | 1 – 2      | Getafe C. F.        | Mallorca Son Moix        | 18 de mayo | 19:00      | 18 124       | Hernández Hernández    | 4          | 0          |
| Real Sociedad         | 3 – 2      | Girona F. C.        | Reale Arena              | 18 de mayo | 19:00      | 28 315       | Ortiz Arias            | 4          | 0          |
| Sevilla F. C.         | 0 – 2      | Real Madrid C. F.   | Ramón Sánchez-Pizjuán    | 18 de mayo | 19:00      | 31 633       | Busquets Ferrer        | 1          | 2          |
| Real Valladolid C. F. | 0 – 1      | Deportivo Alavés    | José Zorrilla            | 18 de mayo | 19:00      | 14 506       | Díaz de Mera Escuderos | 2          | 0          |
| U. D. Las Palmas      | 0 – 1      | C. D. Leganés       | Estadio de Gran Canaria  | 18 de mayo | 19:00      | 11 279       | Sánchez Martínez       | 4          | 0          |
| C. A. Osasuna         | 2 – 0      | R. C. D. Espanyol   | El Sadar                 | 18 de mayo | 19:00      | 21 131       | Hernández Maeso        | 2          | 0          |

| Jornada 38          | Jornada 38 | Jornada 38            | Jornada 38          | Jornada 38 | Jornada 38 | Jornada 38   | Jornada 38           | Jornada 38 | Jornada 38 |
| Local               | Resultado  | Visitante             | Estadio             | Fecha      | Hora       | Espectadores | Árbitro              | Amonestado | Expulsado  |
| ------------------- | ---------- | --------------------- | ------------------- | ---------- | ---------- | ------------ | -------------------- | ---------- | ---------- |
| Real Betis Balompié | 1 – 1      | Valencia C. F.        | Benito Villamarín   | 23 de mayo | 21:00      | 51 141       | García Verdura       | 4          | 0          |
| Real Madrid C. F.   | 2 – 0      | Real Sociedad         | Santiago Bernabéu   | 24 de mayo | 16:15      | 73 186       | Melero López         | 0          | 0          |
| C. D. Leganés       | 3 – 0      | Real Valladolid C. F. | Butarque            | 24 de mayo | 18:30      | 11 523       | Soto Grado           | 1          | 0          |
| R. C. D. Espanyol   | 2 – 0      | U. D. Las Palmas      | RCDE Stadium        | 24 de mayo | 18:30      | 32 511       | Muñiz Ruiz           | 5          | 0          |
| Deportivo Alavés    | 1 – 1      | C. A. Osasuna         | Mendizorroza        | 24 de mayo | 21:00      | 19 274       | Cuadra Fernández     | 4          | 0          |
| Getafe C. F.        | 1 – 2      | R. C. Celta de Vigo   | Coliseum            | 24 de mayo | 21:00      | 12 862       | Martínez Munuera     | 7          | 1          |
| Rayo Vallecano      | 0 – 0      | R. C. D. Mallorca     | Estadio de Vallecas | 24 de mayo | 21:00      | 13 854       | De Burgos Bengoetxea | 4          | 0          |
| Girona F. C.        | 0 – 4      | Atlético de Madrid    | Montilivi           | 25 de mayo | 14:00      | 11 546       | Gil Manzano          | 0          | 0          |
| Villarreal C. F.    | 4 – 2      | Sevilla F. C.         | La Cerámica         | 25 de mayo | 16:15      | 17 758       | Alberola Rojas       | 1          | 0          |
| Athletic Club       | 0 – 3      | F. C. Barcelona       | San Mamés           | 25 de mayo | 21:00      | 50 231       | González Fuertes     | 1          | 0          |

Nota: La hora indicada para los partidos disputados en el Estadio de Gran Canaria corresponde al huso horario peninsular.

### Tabla de resultados cruzados
| Local \ Visitante | ALA | ATH | ATM | BAR | BET | CEL | ESP | GET | GIR | LPA | LEG | MLL | OSA | RAY | RMA | RSO | SEV | VAL | VLL | VIL |
| ----------------- | --- | --- | --- | --- | --- | --- | --- | --- | --- | --- | --- | --- | --- | --- | --- | --- | --- | --- | --- | --- |
| Alavés            | —   | 1–1 | 0–0 | 0–3 | 0–0 | 1–1 | 0–1 | 0–1 | 0–1 | 2–0 | 1–1 | 1–0 | 1–1 | 0–2 | 0–1 | 1–0 | 2–1 | 1–0 | 2–3 | 1–0 |
| Athletic          | 1–0 | —   | 0–1 | 0–3 | 1–1 | 3–1 | 4–1 | 1–1 | 3–0 | 1–0 | 0–0 | 1–1 | 0–0 | 3–1 | 2–1 | 1–0 | 1–1 | 1–0 | 7–1 | 2–0 |
| Atlético          | 2–1 | 1–0 | —   | 2–4 | 4–1 | 1–1 | 0–0 | 1–0 | 3–0 | 2–0 | 3–1 | 2–0 | 1–0 | 3–0 | 1–1 | 4–0 | 4–3 | 3–0 | 4–2 | 1–1 |
| Barcelona         | 1–0 | 2–1 | 1–2 | —   | 1–1 | 4–3 | 3–1 | 1–0 | 4–1 | 1–2 | 0–1 | 1–0 | 3–0 | 1–0 | 4–3 | 4–0 | 5–1 | 7–1 | 7–0 | 2–3 |
| Betis             | 1–3 | 2–2 | 1–0 | 2–2 | —   | 2–2 | 1–0 | 2–1 | 1–1 | 1–0 | 2–0 | 1–2 | 1–1 | 1–1 | 2–1 | 3–0 | 2–1 | 1–1 | 5–1 | 1–2 |
| Celta             | 2–1 | 1–2 | 0–1 | 2–2 | 3–2 | —   | 0–2 | 1–0 | 1–1 | 1–1 | 2–1 | 2–0 | 1–0 | 1–2 | 1–2 | 2–0 | 3–2 | 3–1 | 3–1 | 3–0 |
| Espanyol          | 3–2 | 1–1 | 1–1 | 0–2 | 1–2 | 3–1 | —   | 1–0 | 1–1 | 2–0 | 1–1 | 2–1 | 0–0 | 2–1 | 1–0 | 0–1 | 0–2 | 1–1 | 2–1 | 1–2 |
| Getafe            | 2–0 | 0–2 | 2–1 | 1–1 | 1–2 | 1–2 | 1–0 | —   | 0–1 | 1–3 | 1–1 | 0–1 | 1–1 | 0–0 | 0–1 | 0–0 | 0–0 | 1–1 | 2–0 | 1–2 |
| Girona            | 0–1 | 2–1 | 0–4 | 1–4 | 1–3 | 2–2 | 4–1 | 1–2 | —   | 2–1 | 4–3 | 1–0 | 4–0 | 0–0 | 0–3 | 0–1 | 1–2 | 1–1 | 3–0 | 0–1 |
| Las Palmas        | 2–2 | 2–3 | 1–0 | 0–2 | 1–1 | 0–1 | 1–0 | 1–2 | 1–0 | —   | 0–1 | 2–3 | 1–1 | 0–1 | 1–1 | 1–3 | 2–2 | 2–3 | 2–1 | 1–2 |
| Leganés           | 3–3 | 0–2 | 1–0 | 0–1 | 2–3 | 3–0 | 3–2 | 1–0 | 1–1 | 2–1 | —   | 0–1 | 1–1 | 0–1 | 0–3 | 0–3 | 1–0 | 0–0 | 3–0 | 2–5 |
| Mallorca          | 1–1 | 0–0 | 0–1 | 1–5 | 0–1 | 1–2 | 2–1 | 1–2 | 2–1 | 3–1 | 0–0 | —   | 1–1 | 1–0 | 1–1 | 1–0 | 0–0 | 2–1 | 2–1 | 1–2 |
| Osasuna           | 2–2 | 1–2 | 2–0 | 4–2 | 1–2 | 3–2 | 2–0 | 1–2 | 2–1 | 2–1 | 1–1 | 1–0 | —   | 1–1 | 1–1 | 2–1 | 1–0 | 3–3 | 1–0 | 2–2 |
| Rayo              | 1–0 | 1–2 | 1–1 | 1–2 | 2–2 | 2–1 | 0–4 | 1–0 | 2–1 | 1–3 | 1–1 | 0–0 | 3–1 | —   | 3–3 | 2–2 | 1–1 | 1–1 | 1–0 | 0–1 |
| R. Madrid         | 3–2 | 1–0 | 1–1 | 0–4 | 2–0 | 3–2 | 4–1 | 2–0 | 2–0 | 4–1 | 3–2 | 2–1 | 4–0 | 2–1 | —   | 2–0 | 4–2 | 1–2 | 3–0 | 2–0 |
| R. Sociedad       | 1–2 | 0–0 | 1–1 | 1–0 | 2–0 | 0–1 | 2–1 | 0–3 | 3–2 | 0–0 | 3–0 | 0–2 | 0–2 | 1–2 | 0–2 | —   | 0–1 | 3–0 | 2–1 | 1–0 |
| Sevilla           | 1–1 | 0–1 | 1–2 | 1–4 | 1–0 | 1–0 | 1–1 | 1–0 | 0–2 | 1–0 | 2–2 | 1–1 | 1–1 | 1–0 | 0–2 | 0–2 | —   | 1–1 | 2–1 | 1–2 |
| Valencia          | 2–2 | 0–1 | 0–3 | 1–2 | 4–2 | 2–1 | 1–1 | 3–0 | 2–0 | 2–3 | 2–0 | 1–0 | 0–0 | 0–1 | 1–2 | 1–0 | 1–0 | —   | 2–1 | 1–1 |
| Valladolid        | 0–1 | 1–1 | 0–5 | 1–2 | 1–0 | 0–1 | 1–0 | 0–4 | 0–1 | 1–1 | 0–0 | 1–2 | 2–3 | 1–2 | 0–3 | 0–0 | 0–4 | 1–0 | —   | 1–2 |
| Villarreal        | 3–0 | 0–0 | 2–2 | 1–5 | 1–2 | 4–3 | 1–0 | 1–1 | 2–2 | 3–1 | 3–0 | 4–0 | 4–2 | 1–1 | 1–2 | 2–2 | 4–2 | 1–1 | 5–1 | —   |

## Datos y estadísticas

### Máximos goleadores
Al finalizar la temporada, el máximo goleador de la competición recibe el Trofeo Pichichi y el máximo goleador español recibe el Trofeo Zarra.
| Pos. | Jugador            | Equipo             | Goles | Part. | Prom. |
| ---- | ------------------ | ------------------ | ----- | ----- | ----- |
| 1    | Kylian Mbappé      | Real Madrid        | 31    | 34    | 0.91  |
| 2    | Robert Lewandowski | Barcelona          | 27    | 34    | 0.79  |
| 3    | Ante Budimir       | Osasuna            | 21    | 38    | 0.55  |
| 4    | Alexander Sørloth  | Atlético de Madrid | 20    | 35    | 0.57  |
| 5    | Ayoze Pérez        | Villarreal         | 19    | 30    | 0.63  |
| 6    | Raphinha           | Barcelona          | 18    | 36    | 0.5   |
| 7    | Julián Alvarez     | Atlético de Madrid | 17    | 37    | 0.46  |
| 8    | Oihan Sancet       | Athletic Club      | 15    | 29    | 0.52  |
| 9    | Kike García        | Alavés             | 13    | 35    | 0.37  |
| 10   | Javi Puado         | Espanyol           | 12    | 35    | 0.34  |
| 11   | Vinícius Júnior    | Real Madrid        | 11    | 30    | 0.37  |
| 12   | Hugo Duro          | Valencia           | 11    | 31    | 0.35  |
| 13   | Cristhian Stuani   | Girona             | 11    | 32    | 0.34  |
| 14   | Thierno Barry      | Villarreal         | 11    | 35    | 0.31  |
| 15   | Borja Iglesias     | Celta de Vigo      | 11    | 37    | 0.3   |

Fuente: BeSoccer.

### Máximos asistentes
La siguiente tabla muestra el ranking de máximos asistentes de la competición:
| Pos. | Jugador           | Equipo             | Asist. | Part. | Prom. |
| ---- | ----------------- | ------------------ | ------ | ----- | ----- |
| 1    | Lamine Yamal      | Barcelona          | 13     | 35    | 0.37  |
| 2    | Álex Baena        | Villarreal         | 10     | 32    | 0.31  |
| 3    | Iñaki Williams    | Athletic Club      | 9      | 35    | 0.26  |
| 4    | Raphinha          | Barcelona          | 9      | 36    | 0.25  |
| 5    | Isco Alarcón      | Real Betis         | 8      | 22    | 0.32  |
| 6    | Vinícius Júnior   | Real Madrid        | 8      | 30    | 0.27  |
| 7    | Jude Bellingham   | Real Madrid        | 8      | 31    | 0.26  |
| 8    | Yéremi Pino       | Villarreal         | 7      | 34    | 0.21  |
| 9    | Sergi Cardona     | Villarreal         | 7      | 35    | 0.2   |
| 10   | Álex Berenguer    | Athletic Club      | 7      | 36    | 0.19  |
| 11   | Dani Rodríguez    | Mallorca           | 7      | 37    | 0.19  |
| 12   | Antoine Griezmann | Atlético de Madrid | 7      | 38    | 0.18  |
| 13   | Saúl Ñíguez       | Sevilla            | 6      | 24    | 0.25  |
| 14   | Ferran Torres     | Barcelona          | 6      | 27    | 0.22  |
| 15   | Bryan Zaragoza    | Osasuna            | 6      | 27    | 0.22  |

Fuente: BeSoccer.

### Mejor portero
Al finalizar la temporada, el portero con el menor coeficiente de goles encajados recibe el Trofeo Zamora.
| Pos. | Jugador              | Equipo             | G.R. | P.J. | Coef. |
| ---- | -------------------- | ------------------ | ---- | ---- | ----- |
| 1    | Jan Oblak            | Atlético de Madrid | 30   | 36   | 0.83  |
| 2    | Thibaut Courtois     | Real Madrid        | 29   | 30   | 0.97  |
| 3    | David Soria          | Getafe             | 39   | 38   | 1.03  |
| 4    | Dominik Greif        | Mallorca           | 34   | 31   | 1.1   |
| 5    | Álex Remiro          | Real Sociedad      | 43   | 36   | 1.19  |
| 6    | Augusto Batalla      | Rayo Vallecano     | 39   | 32   | 1.22  |
| 7    | Ørjan Nyland         | Sevilla            | 39   | 30   | 1.3   |
| 8    | Antonio Sivera       | Alavés             | 39   | 30   | 1.3   |
| 9    | Joan García          | Espanyol           | 51   | 38   | 1.34  |
| 10   | Vicente Guaita       | Celta de Vigo      | 48   | 34   | 1.41  |
| 11   | Giorgi Mamardashvili | Valencia           | 48   | 34   | 1.41  |
| 12   | Sergio Herrera       | Osasuna            | 52   | 37   | 1.41  |
| 13   | Paulo Gazzaniga      | Girona             | 51   | 35   | 1.46  |
| 14   | Marko Dmitrović      | Leganés            | 49   | 32   | 1.53  |
| 15   | Karl Hein            | Real Valladolid    | 68   | 31   | 2.19  |

Fuente: Marca. Para participar en el ranking, los guardametas deben haber jugado al menos 60 minutos en un mínimo de 28 partidos.

### Tripletes o más
A continuación se detallan las ocasiones donde un mismo jugador anotó tres o más goles durante el mismo partido.
| N.º | Fecha      | Jugador            | Goles          | Local                 |                                   | Resultado |                                    | Visitante             | Rep.       |
| --- | ---------- | ------------------ | -------------- | --------------------- | --------------------------------- | --------- | ---------------------------------- | --------------------- | ---------- |
| 1   | 31/08/2024 | Raphinha           | 20' 64' 72'    | F. C. Barcelona       | Bandera de Cataluña               | 7 – 0     | Bandera de Castilla y León         | Real Valladolid C. F. | Jornada 4  |
| 2   | 14/09/2024 | Javi Puado         | 22' 56' 63'    | R. C. D. Espanyol     | Bandera de Cataluña               | 3 – 2     | Bandera del País Vasco             | Deportivo Alavés      | Jornada 5  |
| 3   | 06/10/2024 | Robert Lewandowski | 7' 22' 32'     | Deportivo Alavés      | Bandera del País Vasco            | 0 – 3     | Bandera de Cataluña                | F. C. Barcelona       | Jornada 9  |
| 4   | 09/11/2024 | Vinícius Júnior    | 34' 61' 69'    | Real Madrid C. F.     | Bandera de la Comunidad de Madrid | 4 – 0     | Bandera de Navarra                 | C. A. Osasuna         | Jornada 13 |
| 5   | 22/12/2024 | Thierno Barry      | 16' 47' 65'    | C. D. Leganés         | Bandera de la Comunidad de Madrid | 2 – 5     | Bandera de la Comunidad Valenciana | Villarreal C. F.      | Jornada 18 |
| 6   | 18/01/2025 | Kike García        | 11' 80' 84'    | Real Betis Balompié   | Bandera de Andalucía              | 1 – 3     | Bandera del País Vasco             | Deportivo Alavés      | Jornada 20 |
| 7   | 25/01/2025 | Kylian Mbappé      | 30' 57' 90'    | Real Valladolid C. F. | Bandera de Castilla y León        | 0 – 3     | Bandera de la Comunidad de Madrid  | Real Madrid C. F.     | Jornada 21 |
| 8   | 08/02/2025 | Oihan Sancet       | 42' 45+1' 79'  | Athletic Club         | Bandera del País Vasco            | 3 – 0     | Bandera de Cataluña                | Girona F. C.          | Jornada 23 |
| 9   | 19/04/2025 | Borja Iglesias     | 15' 52' 62'    | F. C. Barcelona       | Bandera de Cataluña               | 4 – 3     | Bandera de Galicia                 | Celta de Vigo         | Jornada 32 |
| 10  | 10/05/2025 | Alexander Sørloth  | 7' 10' 11' 30' | Atlético de Madrid    | Bandera de la Comunidad de Madrid | 4 – 0     | Bandera del País Vasco             | Real Sociedad         | Jornada 35 |
| 11  | 11/05/2025 | Kylian Mbappé      | 5' 14' 70'     | F. C. Barcelona       | Bandera de Cataluña               | 4 – 3     | Bandera de la Comunidad de Madrid  | Real Madrid C. F.     | Jornada 35 |
| 12  | 25/05/2025 | Alexander Sørloth  | 68' 90' 90+3'  | Girona F. C.          | Bandera de Cataluña               | 0 – 4     | Bandera de la Comunidad de Madrid  | Atlético de Madrid    | Jornada 38 |

### Autogoles
A continuación se detallan los autogoles marcados a lo largo de la temporada.
| N.º | Fecha      | Jugador            | Minuto       | Local               |                                    | Resultado |                                    | Visitante             | Rep.       |
| --- | ---------- | ------------------ | ------------ | ------------------- | ---------------------------------- | --------- | ---------------------------------- | --------------------- | ---------- |
| 1   | 16/08/2024 | Álex Suárez        | 0 - 1, 25'   | U. D. Las Palmas    | Bandera de Canarias                | 2 – 2     | Bandera de Andalucía               | Sevilla F. C.         | Jornada 1  |
| 2   | 16/08/2024 | Tanguy Nianzou     | 1 - 1, 42'   | U. D. Las Palmas    | Bandera de Canarias                | 2 – 2     | Bandera de Andalucía               | Sevilla F. C.         | Jornada 1  |
| 3   | 17/08/2024 | Juan Soriano       | 1 - 1, 79'   | C. A. Osasuna       | Bandera de Navarra                 | 1 – 1     | Bandera de la Comunidad de Madrid  | C. D. Leganés         | Jornada 1  |
| 4   | 19/08/2024 | Koke Resurrección  | 2 - 1, 37'   | Villarreal C. F.    | Bandera de la Comunidad Valenciana | 2 – 2     | Bandera de la Comunidad de Madrid  | Atlético de Madrid    | Jornada 1  |
| 5   | 26/08/2024 | Jailson Marques    | 3 - 2, 64'   | Villarreal C. F.    | Bandera de la Comunidad Valenciana | 4 – 3     | Bandera de Galicia                 | R. C. Celta de Vigo   | Jornada 3  |
| 6   | 01/09/2024 | Carlos Domínguez   | 2 - 1, 45'   | C. A. Osasuna       | Bandera de Navarra                 | 3 – 2     | Bandera de Galicia                 | R. C. Celta de Vigo   | Jornada 4  |
| 7   | 01/09/2024 | Moi Gómez          | 3 - 2, 90+1' | C. A. Osasuna       | Bandera de Navarra                 | 3 – 2     | Bandera de Galicia                 | R. C. Celta de Vigo   | Jornada 4  |
| 8   | 14/09/2024 | Raúl Albiol        | 1 - 1, 57'   | R. C. D. Mallorca   | Bandera de las Islas Baleares      | 1 – 2     | Bandera de la Comunidad Valenciana | Villarreal C. F.      | Jornada 5  |
| 9   | 21/09/2024 | Thibaut Courtois   | 0 - 1, 54'   | Real Madrid C. F.   | Bandera de la Comunidad de Madrid  | 4 – 1     | Bandera de Cataluña                | R. C. D. Espanyol     | Jornada 6  |
| 10  | 24/09/2024 | David Torres       | 1 - 0, 45'   | Sevilla F. C.       | Bandera de Andalucía               | 2 – 1     | Bandera de Castilla y León         | Real Valladolid C. F. | Jornada 7  |
| 11  | 29/09/2024 | Álex Padilla       | 1 - 1, 90+3' | Athletic Club       | Bandera del País Vasco             | 1 – 1     | Bandera de Andalucía               | Sevilla F. C.         | Jornada 8  |
| 12  | 26/10/2024 | Antonio Sivera     | 1 - 0, 80'   | Rayo Vallecano      | Bandera de la Comunidad de Madrid  | 1 – 0     | Bandera del País Vasco             | Deportivo Alavés      | Jornada 11 |
| 13  | 27/10/2024 | José María Giménez | 1 - 0, 4'    | Real Betis Balompié | Bandera de Andalucía               | 1 – 0     | Bandera de la Comunidad de Madrid  | Atlético de Madrid    | Jornada 11 |
| 14  | 02/11/2024 | Sergio González    | 4 - 2, 73'   | Girona F. C.        | Bandera de Cataluña                | 4 – 3     | Bandera de la Comunidad de Madrid  | C. D. Leganés         | Jornada 12 |
| 15  | 08/11/2024 | Aridane Hernández  | 0 - 2, 62'   | Rayo Vallecano      | Bandera de la Comunidad de Madrid  | 1 – 3     | Bandera de Canarias                | U. D. Las Palmas      | Jornada 13 |
| 16  | 08/11/2024 | Scott McKenna      | 1 - 3, 90+2' | Rayo Vallecano      | Bandera de la Comunidad de Madrid  | 1 – 3     | Bandera de Canarias                | U. D. Las Palmas      | Jornada 13 |
| 17  | 23/11/2024 | Hugo Duro          | 1 - 1, 14'   | Valencia C. F.      | Bandera de la Comunidad Valenciana | 4 – 2     | Bandera de Andalucía               | Real Betis Balompié   | Jornada 14 |
| 18  | 01/12/2024 | Diego Llorente     | 1 - 0, 14'   | Real Sociedad       | Bandera del País Vasco             | 2 – 0     | Bandera de Andalucía               | Real Betis Balompié   | Jornada 15 |
| 19  | 26/01/2025 | César Tárrega      | 7 - 1, 75'   | F. C. Barcelona     | Bandera de Cataluña                | 7 – 1     | Bandera de la Comunidad Valenciana | Valencia C. F.        | Jornada 21 |
| 20  | 15/03/2025 | Vedat Muriqi       | 0 - 1, 53'   | R. C. D. Mallorca   | Bandera de las Islas Baleares      | 2 – 1     | Bandera de Cataluña                | R. C. D. Espanyol     | Jornada 28 |
| 21  | 30/03/2025 | Ladislav Krejčí    | 1 - 0, 43'   | F. C. Barcelona     | Bandera de Cataluña                | 4 – 1     | Bandera de Cataluña                | Girona F. C.          | Jornada 29 |
| 22  | 12/04/2025 | Jorge Sáenz        | 0 - 1, 48'   | C. D. Leganés       | Bandera de la Comunidad de Madrid  | 0 – 1     | Bandera de Cataluña                | F. C. Barcelona       | Jornada 31 |
| 23  | 19/04/2025 | César Tárrega      | 1 - 0, 45'   | Rayo Vallecano      | Bandera de la Comunidad de Madrid  | 1 – 1     | Bandera de la Comunidad Valenciana | Valencia C. F.        | Jornada 32 |
| 24  | 11/05/2025 | Marash Kumbulla    | 3 - 0, 63'   | C. D. Leganés       | Bandera de la Comunidad de Madrid  | 3 – 2     | Bandera de Cataluña                | R. C. D. Espanyol     | Jornada 35 |
| 25  | 11/05/2025 | Manu Sánchez       | 1 - 0, 71'   | Athletic Club       | Bandera del País Vasco             | 1 – 0     | Bandera del País Vasco             | Deportivo Alavés      | Jornada 35 |

### Récords
| Récords de jugadores       | Récords de jugadores | Récords de jugadores | Récords de jugadores | Récords de jugadores               | Récords de jugadores | Récords de jugadores              | Récords de jugadores | Récords de jugadores |
| Récord                     | Fecha                | Jugador              | Local                |                                    | Resultado            |                                   | Visitante            | Rep.                 |
| -------------------------- | -------------------- | -------------------- | -------------------- | ---------------------------------- | -------------------- | --------------------------------- | -------------------- | -------------------- |
| Primer gol de la temporada | 15/08/2024           | Oihan Sancet         | Athletic Club        | Bandera del País Vasco             | 1 – 1                | Bandera de la Comunidad de Madrid | Getafe C. F.         | Jornada 1            |
| Último gol de la temporada | 25/05/2025           | Dani Olmo            | Athletic Club        | Bandera del País Vasco             | 0 – 3                | Bandera de Cataluña               | F. C. Barcelona      | Jornada 38           |
| Gol anotado más pronto     | 19/01/2025           | Fábio Silva (0:26)   | Real Madrid C. F.    | Bandera de la Comunidad de Madrid  | 4 – 1                | Bandera de Canarias               | U. D. Las Palmas     | Jornada 20           |
| Gol anotado más tarde      | 26/08/2024           | Dani Parejo (99:20)  | Villarreal C. F.     | Bandera de la Comunidad Valenciana | 4 – 3                | Bandera de Galicia                | R. C. Celta de Vigo  | Jornada 3            |

| Récords de equipos          | Récords de equipos | Récords de equipos             | Récords de equipos    | Récords de equipos                | Récords de equipos | Récords de equipos                 | Récords de equipos    | Récords de equipos |
| Récord                      | Fecha              | Equipo/s                       | Local                 |                                   | Resultado          |                                    | Visitante             | Rep.               |
| --------------------------- | ------------------ | ------------------------------ | --------------------- | --------------------------------- | ------------------ | ---------------------------------- | --------------------- | ------------------ |
| Más goles en un partido     | 26/01/2025         | Barcelona y Valencia (8)       | F. C. Barcelona       | Bandera de Cataluña               | 7 – 1              | Bandera de la Comunidad Valenciana | Valencia C. F.        | Jornada 21         |
| Más goles en un partido     | 23/02/2025         | Athletic Club y Valladolid (8) | Athletic Club         | Bandera del País Vasco            | 7 – 1              | Bandera de Castilla y León         | Real Valladolid C. F. | Jornada 25         |
| Más público en un partido   | 26/10/2024         | Real Madrid (78 192)           | Real Madrid C. F.     | Bandera de la Comunidad de Madrid | 0 – 4              | Bandera de Cataluña                | F. C. Barcelona       | Jornada 11         |
| Menos público en un partido | 09/12/2024         | Getafe (7 559)                 | Getafe C. F.          | Bandera de la Comunidad de Madrid | 1 – 0              | Bandera de Cataluña                | R. C. D. Espanyol     | Jornada 16         |
| Mayor victoria local        | 31/08/2024         | Barcelona (+7)                 | F. C Barcelona        | Bandera de Cataluña               | 7 – 0              | Bandera de Castilla y León         | Real Valladolid C. F. | Jornada 4          |
| Mayor victoria visitante    | 01/12/2024         | Atlético de Madrid (+5)        | Real Valladolid C. F. | Bandera de Castilla y León        | 0 – 5              | Bandera de la Comunidad de Madrid  | Atlético de Madrid    | Jornada 15         |

| Más partidos invicto   | Barcelona       | 17 |
| Más partidos ganados   | Barcelona       | 9  |
| Más partidos sin ganar | Real Valladolid | 19 |
| Más partidos perdidos  | Real Valladolid | 12 |

| Más tarjetas amarillas | Las Palmas       | 107 | Yvan Neyou (LEG)   | 14 |
| Más tarjetas rojas     | Sevilla          | 8   | Mario Martín (VLL) | 3  |
| Más faltas cometidas   | Deportivo Alavés | 623 | Lucas Torró (OSA)  | 75 |

## Premios

### Premios mensuales
LALIGA entregó a lo largo de la temporada y de forma mensual los siguientes premios por categorías, seleccionados a través de una votación:
|            | Mejor jugador            | Mejor entrenador        | Mejor jugador sub-23  | Mejor gol              | Mejor parada          |
| ---------- | ------------------------ | ----------------------- | --------------------- | ---------------------- | --------------------- |
| Agosto     | Raphinha (BAR)           | Hans-Dieter Flick (BAR) | Lamine Yamal (BAR)    | Juan Cruz (LEG)        | Diego Conde (VIL)     |
| Septiembre | Lamine Yamal (BAR)       | Ernesto Valverde (ATH)  | Alberto Moleiro (LPA) | Abdul Mumin (RAY)      | Marko Dmitrović (LEG) |
| Octubre    | Robert Lewandowski (BAR) | Hans-Dieter Flick (BAR) | Pedri González (BAR)  | Luka Sučić (RSO)       | Jan Oblak (ATM)       |
| Noviembre  | Vinícius Júnior (RMA)    | Míchel Sánchez (GIR)    | Fábio Silva (LPA)     | Munir El Haddadi (LEG) | Diego Conde (VIL)     |
| Diciembre  | Jude Bellingham (RMA)    | Diego Simeone (ATM)     | Arda Güler (RMA)      | Ladislav Krejčí (GIR)  | Marko Dmitrović (LEG) |
| Enero      | Kylian Mbappé (RMA)      | José Bordalás (GET)     | Jude Bellingham (RMA) | Javi Puado (ESP)       | Sergio Herrera (OSA)  |
| Febrero    | Oihan Sancet (ATH)       | Hans-Dieter Flick (BAR) | Lamine Yamal (BAR)    | Romain Perraud (BET)   | Joan García (ESP)     |
| Marzo      | Isco Alarcón (BET)       | Manuel Pellegrini (BET) | Diego López (VAL)     | Umar Sadiq (VAL)       | Joan García (ESP)     |
| Abril      | Pedri González (BAR)     | Manolo González (ESP)   | Fábio Silva (LPA)     | Nico Williams (ATH)    | Ørjan Nyland (SEV)    |
| Temporada  | Raphinha (BAR)           | Hans-Dieter Flick (BAR) | Lamine Yamal (BAR)    | Luka Sučić (RSO)       | Jan Oblak (ATM)       |

### Team of the season
LALIGA y el patrocinador EA Sports presentaron el 23 de mayo de 2025 a los 22 jugadores que formaron parte del equipo de la temporada:
| Porteros         | Porteros          |
| Jugador          | Equipo            |
| ---------------- | ----------------- |
| Joan García      | R. C. D. Espanyol |
| Thibaut Courtois | Real Madrid C. F. |

| Defensas        | Defensas          |
| Jugador         | Equipo            |
| --------------- | ----------------- |
| Antonio Rüdiger | Real Madrid C. F. |
| Iñigo Martínez  | F. C. Barcelona   |
| Jules Koundé    | F. C. Barcelona   |
| Pau Cubarsí     | F. C. Barcelona   |
| Dani Vivian     | Athletic Club     |
| Andrei Rațiu    | Rayo Vallecano    |

| Centrocampistas | Centrocampistas     |
| Jugador         | Equipo              |
| --------------- | ------------------- |
| Jude Bellingham | Real Madrid C. F.   |
| Pedri González  | F. C. Barcelona     |
| Fede Valverde   | Real Madrid C. F.   |
| Isco Alarcón    | Real Betis Balompié |
| Rodrigo de Paul | Atlético de Madrid  |
| Álex Baena      | Villarreal C. F.    |

| Delanteros         | Delanteros          |
| Jugador            | Equipo              |
| ------------------ | ------------------- |
| Lamine Yamal       | F. C. Barcelona     |
| Kylian Mbappé      | Real Madrid C. F.   |
| Raphinha Dias      | F. C. Barcelona     |
| Vinícius Júnior    | Real Madrid C. F.   |
| Antoine Griezmann  | Atlético de Madrid  |
| Robert Lewandowski | F. C. Barcelona     |
| Julián Alvarez     | Atlético de Madrid  |
| Iago Aspas         | R. C. Celta de Vigo |

## Fichajes

### Fichajes más caros del mercado de verano
| Jugador           | Club de destino    | Club de origen    | Precio (€)   | Ref.   |
| ----------------- | ------------------ | ----------------- | ------------ | ------ |
| Julián Alvarez    | Atlético de Madrid | Manchester City   | 70 000 000 € | [ 64 ] |
| Dani Olmo         | Barcelona          | Leipzig           | 55 000 000 € | [ 65 ] |
| Endrick Felipe    | Real Madrid        | Palmeiras         | 47 500 000 € | [ 66 ] |
| Conor Gallagher   | Atlético de Madrid | Chelsea           | 42 000 000 € | [ 67 ] |
| Robin Le Normand  | Atlético de Madrid | Real Sociedad     | 34 500 000 € | [ 68 ] |
| Alexander Sørloth | Atlético de Madrid | Villarreal        | 32 000 000 € | [ 69 ] |
| Orri Óskarsson    | Real Sociedad      | Copenhague        | 20 000 000 € | [ 70 ] |
| Logan Costa       | Villarreal         | Toulouse          | 18 000 000 € | [ 71 ] |
| Yáser Asprilla    | Girona             | Watford           | 18 000 000 € | [ 72 ] |
| Álvaro Djaló      | Athletic Club      | Sporting de Braga | 15 000 000 € | [ 73 ] |

| Fuente: Transfermarkt . |

### Fichajes más caros del mercado de invierno
| Jugador          | Club de destino | Club de origen | Precio (€)   | Ref.   |
| ---------------- | --------------- | -------------- | ------------ | ------ |
| Cucho Hernández  | Real Betis      | Columbus Crew  | 13 000 000 € | [ 74 ] |
| Akor Adams       | Sevilla         | Montpellier    | 5 500 000 €  | [ 75 ] |
| Maroan Sannadi   | Athletic Club   | Alavés         | 3 000 000 €  | [ 76 ] |
| Rubén Vargas     | Sevilla         | Augsburgo      | 2 500 000 €  | [ 77 ] |
| Tamás Nikitscher | Real Valladolid | Kecskeméti     | 1 000 000 €  | [ 78 ] |
| Tajon Buchanan   | Villarreal      | Inter de Milán | 1 000 000 €  | [ 79 ] |
| Juma Bah         | Real Valladolid | AIK Freetong   | 125 000 €    | [ 80 ] |

| Fuente: Transfermarkt . |

1. ↑  La cantidad fue abonada en concepto de cesión temporal.